# Saint-Laurent-du-Pont
Pour les articles homonymes, voir Saint-Laurent.
Saint-Laurent-du-Pont est une commune française  de l'Isère, en région Auvergne-Rhône-Alpes et, autrefois rattachée à l'ancienne province du Dauphiné.
Le bourg est situé dans une vallée, à mi-chemin entre les agglomérations de Grenoble et Chambéry, mais aussi, à proximité des gorges du Guiers Mort.

## Géographie

### Situation
Le territoire communal est partagé entre la plaine alluvionnaire des deux Guiers, située au nord-ouest du département de l'Isère, à la limite du département de la Savoie, et les Préalpes françaises, plus précisément le massif de la Chartreuse, au débouché des gorges du Guiers Mort.
Le centre du bourg de Saint-Laurent-du-Pont est situé à 33 km de Grenoble, préfecture de l'Isère, 109 km de Lyon, préfecture de la région Auvergne-Rhône-Alpes ainsi qu'à environ 467 km de Nice (par la route et l'autoroute) et 578 km de Paris.
Le bourg de Saint-Laurent-du-Pont se situe au débouché des gorges du Guiers Mort et de la cluse éponyme. Rattachée à la communauté de communes Cœur de Chartreuse, la commune est également adhérente du parc naturel régional de Chartreuse.

### Communes limitrophes
Les communes limitrophes sont Entre-deux-Guiers, Miribel-les-Échelles, Saint-Christophe-sur-Guiers, Saint-Joseph-de-Rivière et Saint-Pierre-de-Chartreuse.

### Géologie et relief
La superficie de la commune est de 35,25 km2 ; son altitude varie de 379  à   1 735 mètres.
Le centre historique de Saint-Laurent-du-Pont se situe en aval de la cluse du Guiers Mort, au débouché de gorges très encaissées. La partie occidentale du bourg (avec notamment l'église et la mairie) est édifiée aux limites orientales de la plaine alluviale du Guiers qui se présente comme une surface plate, due au comblement d'un ancien lac qui occupait la zone.
Ce plan d'eau préhistorique qui s'est asséché progressivement jusqu'au Moyen Âge occupait une dépression creusée par les glaciers quaternaires dans des molasses datant du Miocène. Sur les pentes orientales de cette dépression (massif de la Chartreuse), jusqu'à une altitude d'environ 700 mètres, cette roche sédimentaire est recouverte par un placage d'alluvions de type fluvio-glaciaire, lié au dépôt glaciaire qui a occupé la vallée de Saint-Laurent-du-Pont.
Au sud du territoire communal, ce sillon molassique se poursuit, en s'abaissant et en s'ouvrant vers le nord, entre le chaînon préalpin de la Grande Sure, appartenant au massif de la Grande Chartreuse et le mont jurassien du plateau du Grand-Ratz, lesquels se rejoignent au niveau de la commune de La Sure en Chartreuse.
En 2014, plusieurs sites géologiques remarquables sont classés à l'« Inventaire du patrimoine géologique » :
- la carrière souterraine de l'Orcière (La Pérelle, gorges du Guiers Mort), avec sa pierre à ciment, est encore en activité et exploitée par Vicat. En 2014, le site est classé « deux étoiles » à l'« Inventaire du patrimoine géologique » ;
- les « limons glacio-lacustres des gorges du Guiers Mort » sont un site d'intérêt stratigraphique de 0,16 hectare, classé « deux étoiles » à l'« Inventaire du patrimoine géologique ».

### Hydrographie

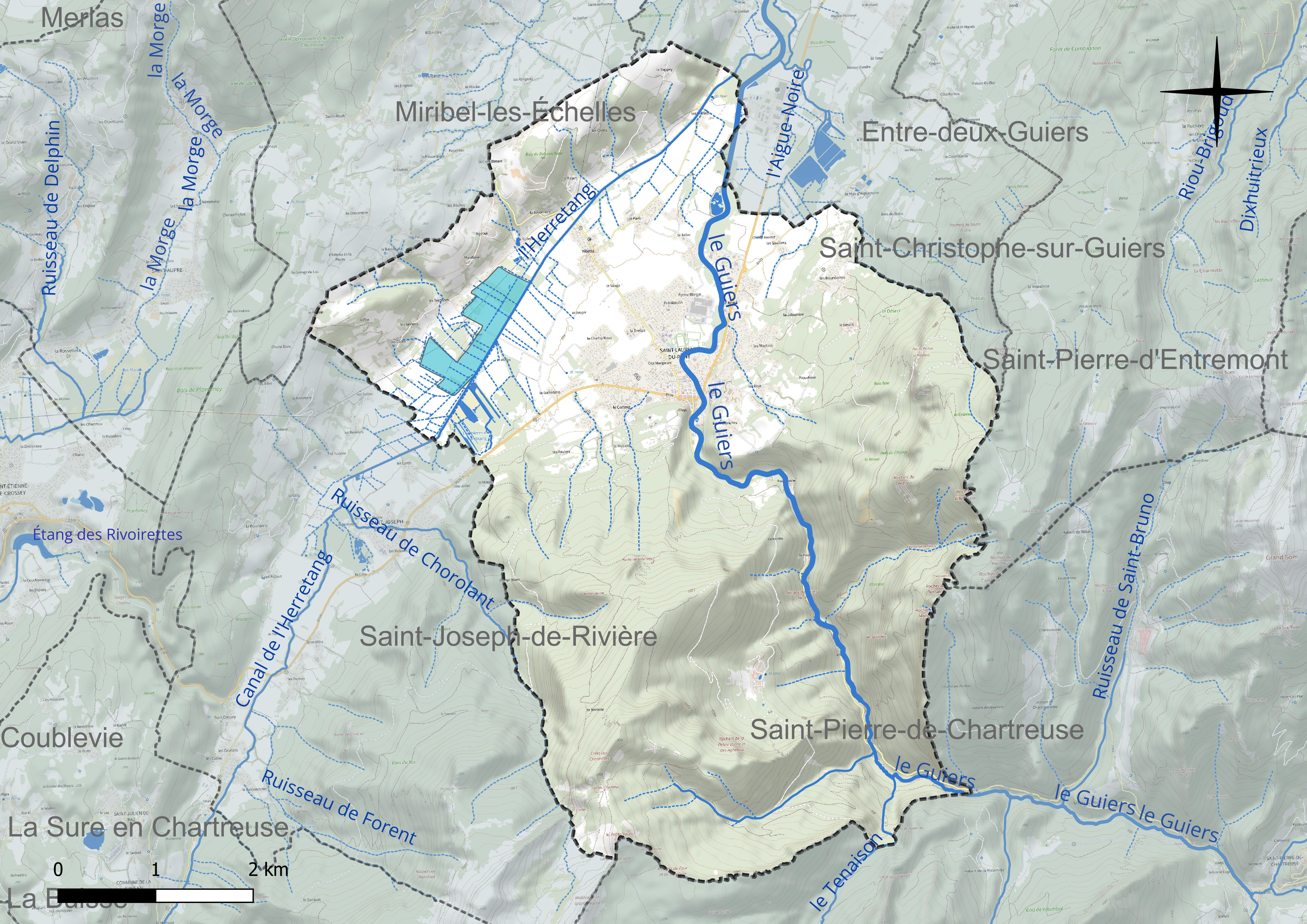
carte hydrographique de la commune.

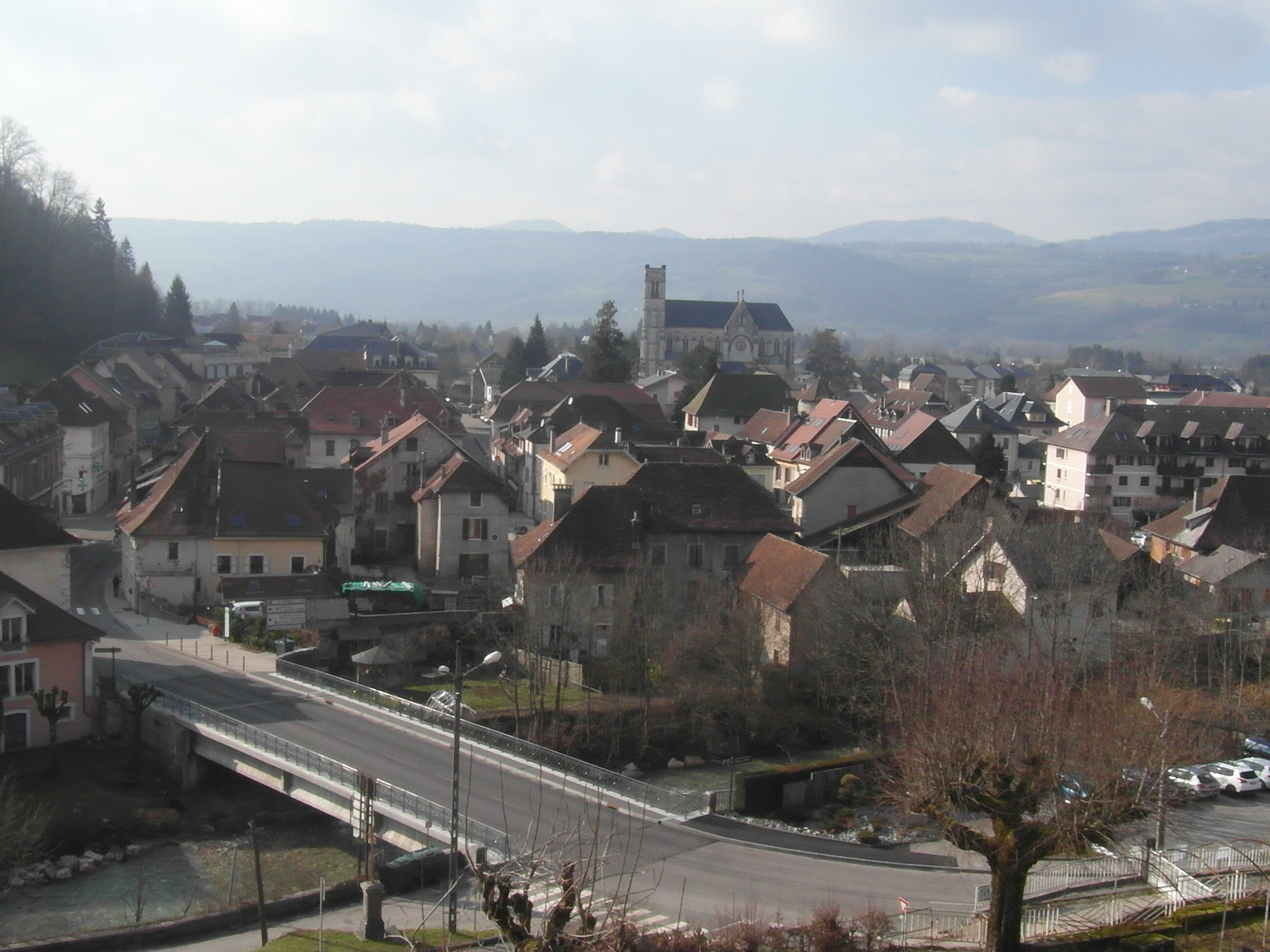
Le pont sur le Guiers mort à Saint-Laurent-du-Pont.

La ville est traversée par quelques cours d'eau, principalement par une rivière, un canal et deux ruisseaux.
- La rivière se dénomme le Guiers Mort. Il s'agit d'un affluent du Rhône qui prend sa source à 4 km en amont de Saint-Pierre-de-Chartreuse, puis qui traverse le territoire de Saint-Laurent-du-Pont, et qui ensuite s'écoule en direction du Rhône qu'il rejoint à Saint-Genix-sur-Guiers. Son cours est généralement confondu avec celui du Guiers après sa confluence avec le Guiers Vif et la longueur totale de son cours est de 50 km[5].
- Le canal de l'Herrétang est un cours d'eau aménagé, d'une longueur de 17,7 km, qui s'écoule depuis la commune de La Sure en Chartreuse pour rejoindre le Guiers à Entre-deux-Guiers[6], après avoir traversé le territoire de la commune.
- Le Ruisseau de l'Aigue-Noire  d'une longueur de 2,7 km[7], et le Tenaison, d'une longueur de 5 km[8], sont deux ruisseaux qui s'écoulent sur le territoire de la commune. Ce sont également deux affluents du Guiers.

### Climat
Pour des articles plus généraux, voir Climat d'Auvergne-Rhône-Alpes et Climat de l'Isère.
En 2010, le climat de la commune est de type climat des marges montargnardes, selon une étude du Centre national de la recherche scientifique s'appuyant sur une série de données couvrant la période 1971-2000. En 2020, Météo-France publie une typologie des climats de la France métropolitaine dans laquelle la commune est exposée à un climat de montagne ou de marges de montagne et est dans la région climatique Alpes du nord, caractérisée par une pluviométrie annuelle de 1 200 à 1 500 mm, irrégulièrement répartie en été.
Pour la période 1971-2000, la température annuelle moyenne est de 11,1 °C, avec une amplitude thermique annuelle de 19 °C. Le cumul annuel moyen de précipitations est de 1 325 mm, avec 9,7 jours de précipitations en janvier et 7,9 jours en juillet. Pour la période 1991-2020, la température moyenne annuelle observée sur la station météorologique de Météo-France la plus proche, « St Aupre_sapc », sur la commune de Saint-Aupre à 5 km à vol d'oiseau, est de 11,0 °C et le cumul annuel moyen de précipitations est de 1 376,9 mm,. Pour l'avenir, les paramètres climatiques de la commune estimés pour 2050 selon différents scénarios d'émission de gaz à effet de serre sont consultables sur un site dédié publié par Météo-France en novembre 2022.

#### Températures des minimales et maximales enregistrées sur huit ans
- 2012

| Mois                              | jan. | fév. | mars | avril | mai  | juin | jui. | août | sep. | oct. | nov. | déc. |
| --------------------------------- | ---- | ---- | ---- | ----- | ---- | ---- | ---- | ---- | ---- | ---- | ---- | ---- |
| Température minimale moyenne (°C) | 0,2  | −5   | 2,1  | 7,1   | 10   | 13,8 | 14,7 | 14,8 | 11,8 | 8,3  | 4,2  | 0,5  |
| Température maximale moyenne (°C) | 7,1  | 3,5  | 17,1 | 16,6  | 22,2 | 25,7 | 26,7 | 29   | 22,2 | 17,4 | 11,5 | 7,4  |

- 2014

| Mois                              | jan. | fév. | mars | avril | mai  | juin | jui. | août | sep. | oct. | nov. | déc. |
| --------------------------------- | ---- | ---- | ---- | ----- | ---- | ---- | ---- | ---- | ---- | ---- | ---- | ---- |
| Température minimale moyenne (°C) | 0,9  | 2,1  | 2,6  | 7,1   | 8,9  | 13,1 | 14,8 | 13,6 | 12,4 | 9,3  | 5,3  | 1,5  |
| Température maximale moyenne (°C) | 8,5  | 10,4 | 15,1 | 18,7  | 20,2 | 27,1 | 24,5 | 24,5 | 23,6 | 20,3 | 13,4 | 7,5  |

- 2020

| Mois                              | jan. | fév. | mars | avril | mai  | juin | jui. | août | sep. | oct. | nov. | déc. |
| --------------------------------- | ---- | ---- | ---- | ----- | ---- | ---- | ---- | ---- | ---- | ---- | ---- | ---- |
| Température minimale moyenne (°C) | −1   | 1,7  | 3,5  | 6,1   | 11   | 15,4 | 15,5 | 15,7 | 12,2 | 7,4  | 3,1  | −1,2 |
| Température maximale moyenne (°C) | 8,2  | 12,7 | 13,9 | 20,8  | 22,8 | 23,8 | 30,1 | 29,2 | 24,1 | 15,9 | 12,3 | 9    |

### Milieux naturels et biodiversité
Saint-Laurent-du-Pont compte un espace naturel sensible, les tourbières de l'Herrétang.

## Urbanisme

### Typologie
Au 1er janvier 2024, Saint-Laurent-du-Pont est catégorisée bourg rural, selon la nouvelle grille communale de densité à sept niveaux définie par l'Insee en 2022.
Elle appartient à l'unité urbaine de Saint-Laurent-du-Pont, une unité urbaine monocommunale constituant une ville isolée,. Par ailleurs la commune fait partie de l'aire d'attraction de Grenoble, dont elle est une commune de la couronne,. Cette aire, qui regroupe 204 communes, est catégorisée dans les aires de 700 000 habitants ou plus (hors Paris),.

### Occupation des sols

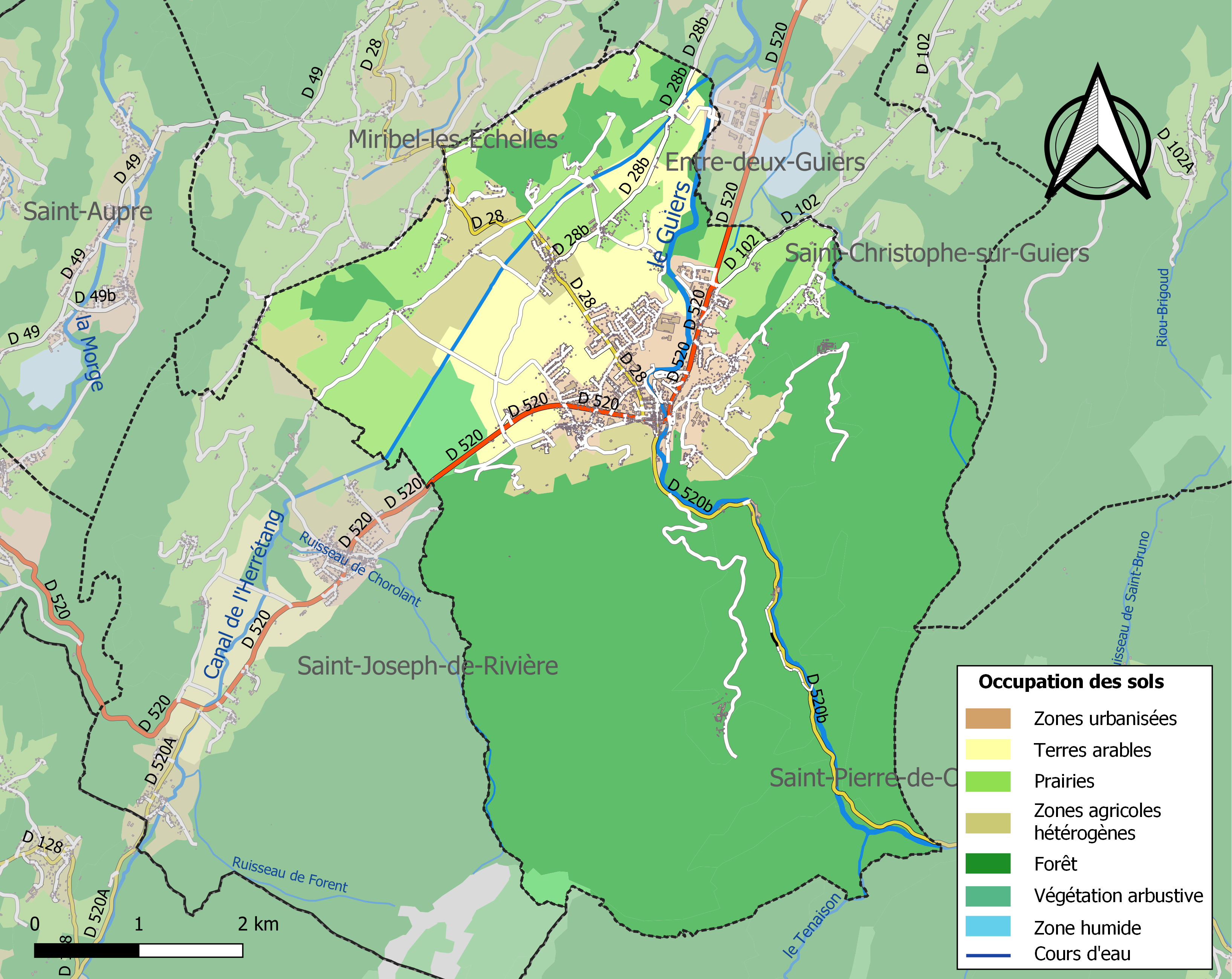
Carte des infrastructures et de l'occupation des sols de la commune en 2018 (CLC).

L'occupation des sols de la commune, telle qu'elle ressort de la base de données européenne d’occupation biophysique des sols Corine Land Cover (CLC), est marquée par l'importance des forêts et milieux semi-naturels (66,5 % en 2018), en diminution par rapport à 1990 (71 %). La répartition détaillée en 2018 est la suivante : 
forêts (64,3 %), prairies (11,8 %), zones agricoles hétérogènes (8,3 %), terres arables (7,4 %), zones urbanisées (6 %), milieux à végétation arbustive et/ou herbacée (2,2 %), zones industrielles ou commerciales et réseaux de communication (0,1 %). L'évolution de l’occupation des sols de la commune et de ses infrastructures peut être observée sur les différentes représentations cartographiques du territoire : la carte de Cassini (XVIIIe siècle), la carte d'état-major (1820-1866) et les cartes ou photos aériennes de l'IGN pour la période actuelle (1950 à aujourd'hui).

### Morphologie urbaine
L'agglomération s'étend dans la plaine formée par les alluvions de la rivière. Celle-ci comprend quelques immeubles de taille modeste, situés à proximité du centre et un grand nombre de petites maisons et de villas éparpillées entre le bourg et de nombreux hameaux dissémines dans la plaine.

Joesph Mollin, auteur d'un livre sur Saint-Laurent-du-Pont décrit ainsi l'environnement de la ville dans les années 1960 : 
« À égale distance de Grenoble et de Chambéry, Saint-Laurent-du-Pont se blottit au pied des falaises occidentales du massif de la Grande-Chartreuse [...] un cadre montagneux aux formes multiples entourant une plaine et formant un violent contraste avec elle. »
Le bourg central de Saint-Laurent-du-Pont ainsi que ses principaux hameaux, tels que Le Cotterg, Villette, Les Martins, très proches du bourg, se distinguent des autres zones de la commune, par des constructions en alignement au niveau des rues et des voies, présentant des maisons dites « de ville » et des immeubles jusqu'à deux étages regroupés en îlots et ayant pour vocation principale d’habitat privé. Ce secteur présente également des bâtiments accueillant des équipements publics et des services de proximité (mairie, école, équipement sportif) ainsi que des bâtiments liés à une activité commerciale (dont, notamment un supermarché) particulièrement centrés autour du bourg ancien.
Les autres hameaux de la commune, moins denses, présentent essentiellement des corps de fermes, souvent réaménagées en habitat classique et des villas généralement construites durant le XXe siècle.

### Hameaux, lieux-dits et écarts
Voici, ci-dessous, la liste la plus complète possible des divers hameaux, quartiers et lieux-dits résidentiels urbains comme ruraux qui composent le territoire de la commune de Saint-Laurent-du-Pont, présentés selon les références toponymiques fournies par le site Géoportail de l'Institut géographique national.

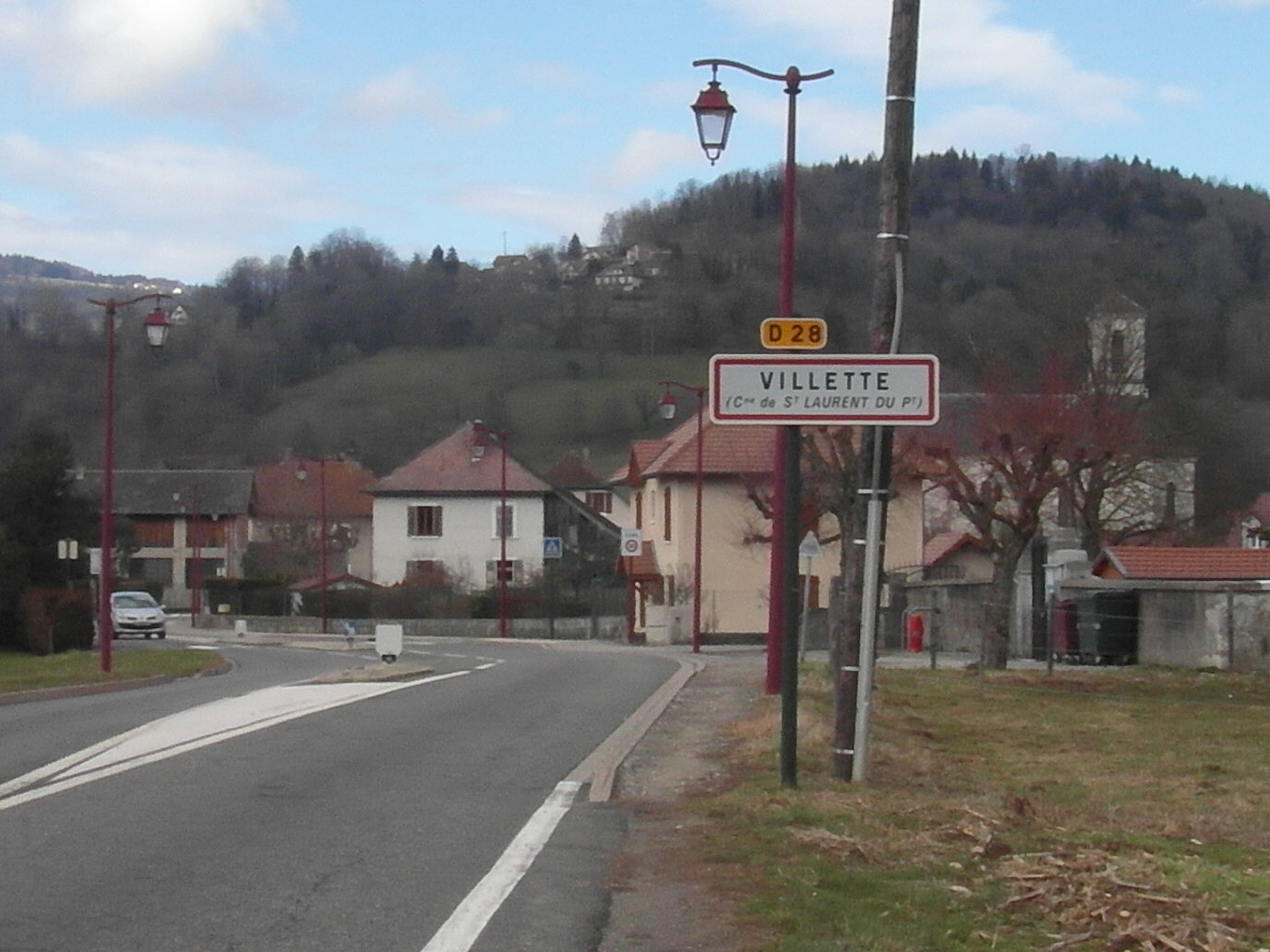
Le hameau de Villette.

| - Les Sappeys - Les Grenats - Le Buisson Rond - Les Civets - La Croix Batard - Le Fagot - Grand Vilette - Les Bâches - La Bayonnère - Le Pavé - La Jalla - Les Souillets - Les Bourdoires - Le Désert (Monastère) - La Jaloutière - Champ Rousset | - Piquetière - Les Martins - Le Revol - Villette - Pré Moulin - Ferme Margot - La Sauge - Les Trois Croix - La Tuilerie - Néplier - Mainlière - Les Terpends - Le Clos - Les Génons - Le Champ Roux - Notre Dame du Château | - La Dreitaz - Les Reys - Le Molard - Les Côtes - Les Satres - Croix Poulaillon - La Guillotière - Cité Margaron - Le Cotterg - Le Morard - Provenches - Fourvoierie - Curieriette - Habert de l'Orcière - La Pérelle - Granges de Fontmartin |

### Habitat et logement
En 2020, le nombre total de logements dans la commune était de 2 201, alors qu'il était de 2 097 en 2015 et de 1 968 en 2010.
Parmi ces logements, 87,6 % étaient des résidences principales, 3 % des résidences secondaires et 9,4 % des logements vacants. Ces logements étaient pour 63,9 % d'entre eux des maisons individuelles et pour 35,8 % des appartements.
Le tableau ci-dessous présente la typologie des logements à Saint-Laurent-du-Pont en 2020 en comparaison avec celle de l'Isère et de la France entière. Une caractéristique marquante du parc de logements est ainsi une proportion de résidences secondaires et logements occasionnels (3 %) inférieure à celle du département (8,3 %)et  à celle de la France entière (9,7 %). Concernant le statut d'occupation de ces logements, 65,6 % des habitants de la commune sont propriétaires de leur logement (63,6 % en 2015), contre 61,2 % pour l'Isère et 57,5 pour la France entière.
| Typologie                                               | Saint-Laurent-du-Pont | Isère | France entière |
| ------------------------------------------------------- | --------------------- | ----- | -------------- |
| Résidences principales (en %)                           | 87,6                  | 84    | 82,1           |
| Résidences secondaires et logements occasionnels (en %) | 3                     | 8,3   | 9,7            |
| Logements vacants (en %)                                | 9,4                   | 7,7   | 8,2            |

### Voies de communication et transports

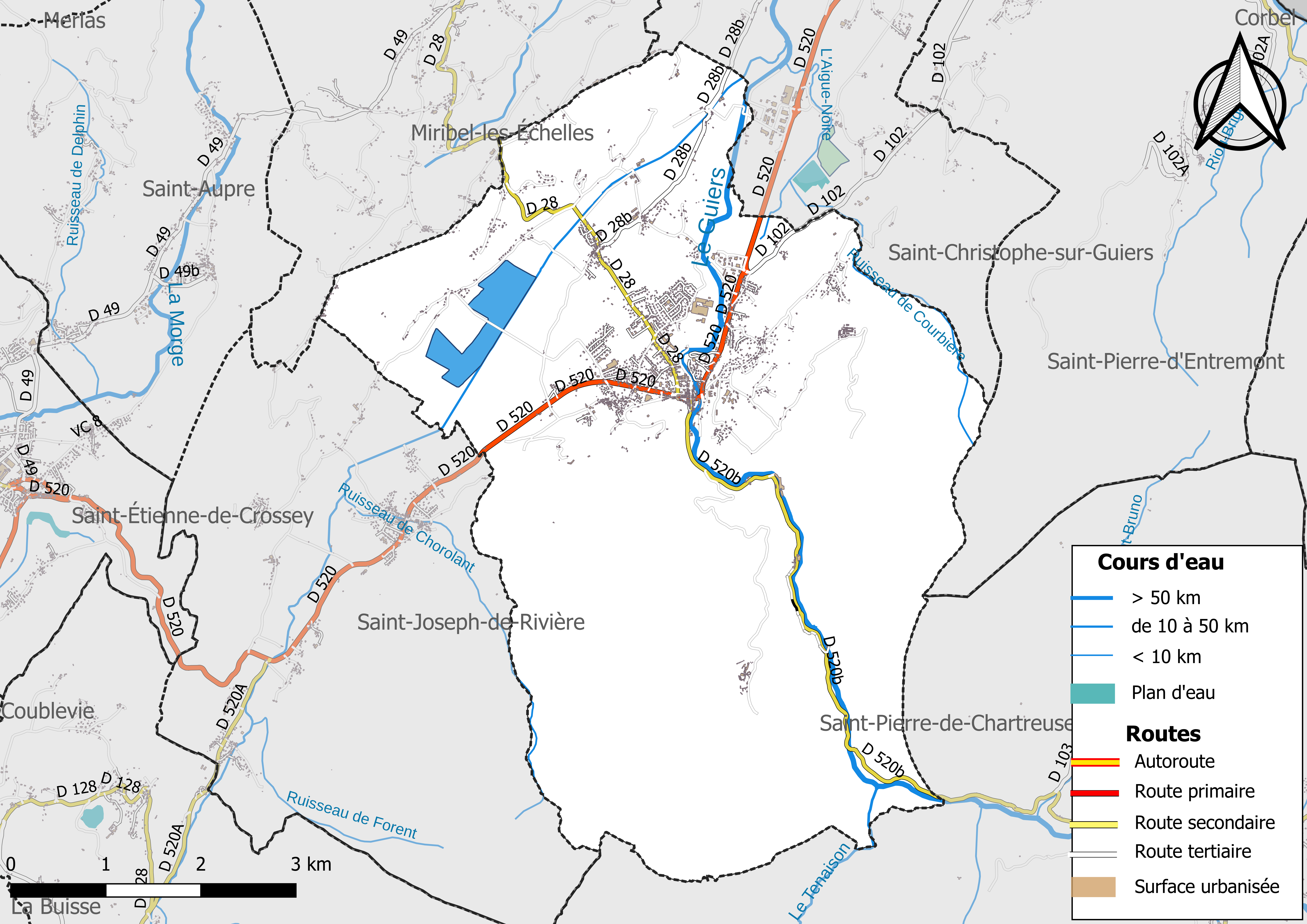
Carfte des infrastructures de transport de la commune.

#### Voies de communication
Le territoire communal est desservi par plusieurs routes : 
- l'ancienne route nationale 520 (actuelle RD 520) qui reliait Les Éparres aux Échelles). Cette route pénètre dans le territoire de la commune par le sud-ouest, à la limite de la commune de Saint-Joseph-de-Rivière et sort de ce même territoire vers le nord, commune d'Entre-Deux-Guiers sous la dénomination de « route des Échelles ».
- La RD 520b permet de joindre le bourg de Saint-Laurent-du-Pont à la commune de Saint-Pierre-de-Chartreuse (Hameau de la Diat). cette route permet de rejoindre également le monastère de la Grande Chartreuse.
- La RD 28 permet de joindre le bourg de Saint-Laurent-du-Pont à la RD 1075 (commune de La Bâtie-Divisin), après avoir traversé les bourgs de Miribel-les-Échelles et Saint-Geoire-en-Valdaine

#### Transports en commun
Pour se rendre de Saint-Laurent-du-Pont jusqu'à Grenoble ou Voiron par les transports en commun, il existe deux lignes d'autocars gérées par le réseau interurbain de l'Isère.
| Lignes       | Dessertes                                                     | Transporteurs      |
| ------------ | ------------------------------------------------------------- | ------------------ |
| Ligne no T40 | Saint-Pierre-de-Chartreuse ↔ Saint-Laurent-du-Pont ↔ Grenoble | Cars Faure Vercors |

| Lignes       | Dessertes                                                       | Transporteurs      |
| ------------ | --------------------------------------------------------------- | ------------------ |
| Ligne no T41 | Chambéry ↔ Saint-Laurent-du-Pont ↔ Les Échelles ↔ Voiron (Gare) | Cars Faure Vercors |

Les gares ferroviaires les plus proches de Saint-Laurent-du-Pont sont :
- la gare de Voiron, à une distance d'environ 15 km par la RD 520, reliée par la ligne de car du réseau interurbain de l'Isère ;
- la gare de Voreppe, à une distance d'environ 15 km par la RD 520 et RD 520A, également reliée par la ligne de car du réseau interurbain de l'Isère.

### Risques naturels et technologiques

#### Risques sismiques
L'ensemble du territoire de la commune de Saint-Laurent-du-Pont est situé en zone de sismicité no 4 (sur une échelle de 1 à 5), comme la plupart des communes de son secteur géographique.
| Type de zone | Niveau            | Définitions (bâtiment à risque normal) |
| ------------ | ----------------- | -------------------------------------- |
| Zone 4       | Sismicité moyenne | accélération = 1,6 m/s2                |

## Toponymie

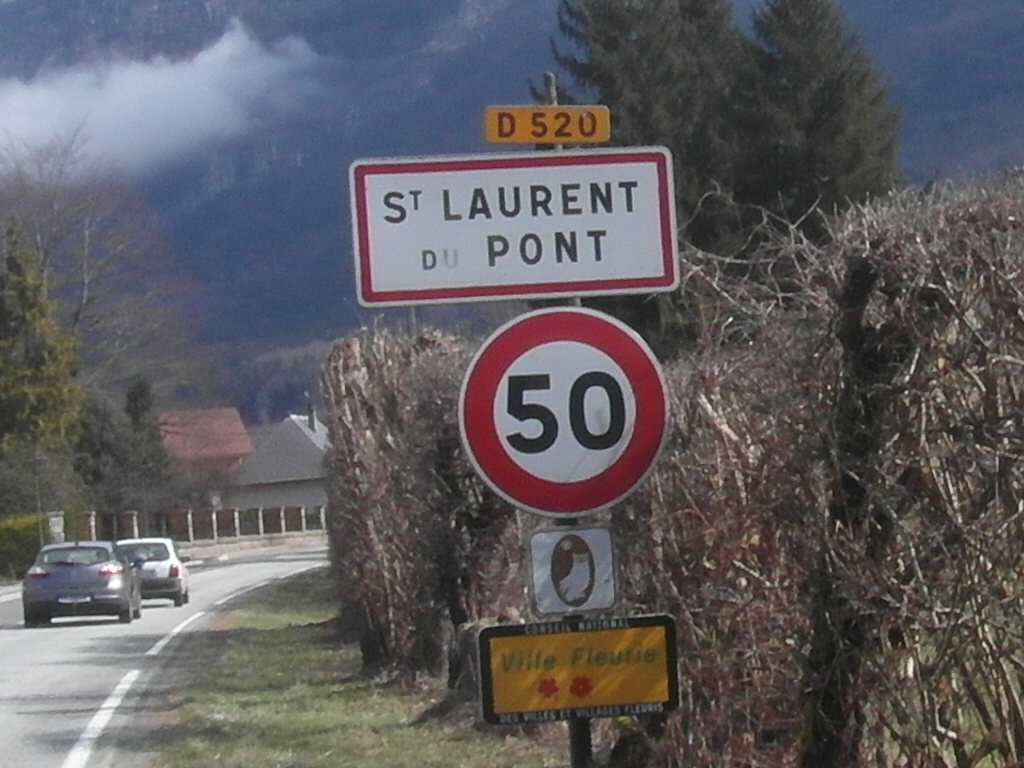
Entrée sud de la commune de Saint-Laurent-du-Pont.

Les formes anciennes observées dans les documents médiévaux sont Sancti Laurentii (XIe siècle), Sancti Laurentii de Deserto (Saint-Laurent-du-Désert) (XIIe siècle), ainsi que Sanctus Laurencius de Ponte et Sanctus Laurentius (1324).
Le toponyme est constitué du nom du saint Laurent de Rome, martyr catholique décédé en 258 à Rome, sous Valérien,, associé au mot Pont, en référence au pont installé pour traverser le Guiers et de rejoindre la route de Chambéry quand on vient de Grenoble ou de Voiron.

## Histoire

### Préhistoire
L'occupation du site de Saint-Laurent-du-Pont est avérée dès le Paléolithique moyen. Celle-ci est confirmée par les explorations d'Hippolyte Müller en 1922 et celles de A. Bocquet et P. Lequatre en 1966 dans l'abri dit la grotte des Eugles, occupé par l'Homme de Néandertal il y a 60 ou 70 000 ans.

### Antiquité
Au hameau des Fagots, près de Villette, un buste, probablement d'origine gallo-romaine, est découvert en 1860. S'apparentant à un autel votif dédié à Mercure, il présente une sculpture de style et de technique « indigène » dans un monument typiquement romain[réf. nécessaire].

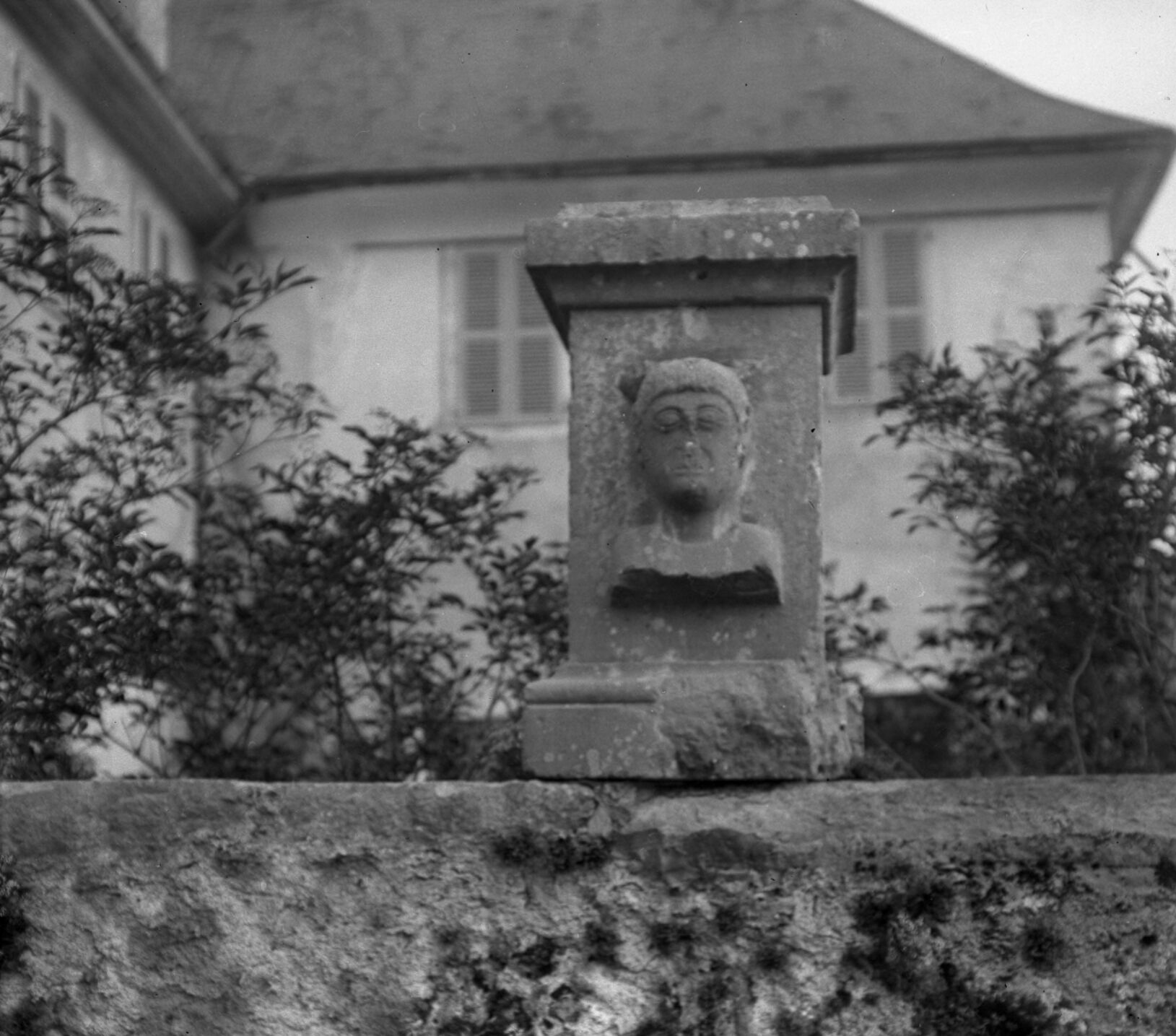
Autel de Mercure à Villette

En 1919, un agriculteur de Villette, monsieur Alphonse Feugier, met au jour un grand nombre de monnaies d'argent d'origine gauloise et de la République romaine. Contenues dans un petit vase, les plus anciennes dataient de 151 av. J.-C., les plus récentes de 45 av. J.-C. Ce trésor, dit «Trésor monétaire de Saint-Laurent-du-Pont», enfoui peu après 45 av. J.-C. a été, malheureusement, dispersé rapidement auprès de collectionneurs privés. Seules quelques pièces ont été acquises par la Bibliothèque municipale de Grenoble et le Musée dauphinois au début des années 1920.

### Moyen Âge
En 1084, l'implantation du monastère des Pères Chartreux (éleveurs, forestiers, maîtres de forge, distillateurs de liqueur) sur les hauteurs des plaines marécageuses. Durant le Moyen Âge, leur activité métallurgique (attestée dés 1346) entrainera une certaine prospérité.
Avant 1275, la localité porte le nom de « Saint-Laurent du Désert ». La construction d'un pont sur le Guiers à Fourvoirie donne lieu au changement de nom.

### Révolution française et Empire
Durant la Révolution française, dont les prémices ont été ressenties très tôt dans le Dauphiné, comme en témoigne la célèbre journée des Tuiles, séries d'émeutes survenues à Grenoble le 7 juin 1788, puis la Réunion des états généraux du Dauphiné organisée le 21 juillet de la même année, est suivie par les habitants de Saint-Laurent-du-Pont.
Durant la Révolution, Saint-Laurent-du-Pont se dénomme « Pont-la-Montagne », puis « Laurent-Libre ». Les Chartreux sont expulsés de Fourvoirie et le site métallurgique passe aux mains de différents propriétaires.

### Époque contemporaine
La commune trouve un dynamisme certain dans le milieu du XIXe siècle grâce à ses scieries, ses filatures, la métallurgie et la cimenterie de la Société Vicat.[réf. nécessaire]
Le 31 août 1854, un incendie se déclare dans le bourg et se propage, détruisant plus de 100 maisons et granges : moins de 10 subsistent dans le centre du bourg. Une commission de secours est mise en place pour accompagner les reconstructions et le relogement des sinistrés,. Le bourg est en grande partie reconstruit au frais du monastère.

Saint-Laurent-du-Pont au tout dévut du XXe siècle
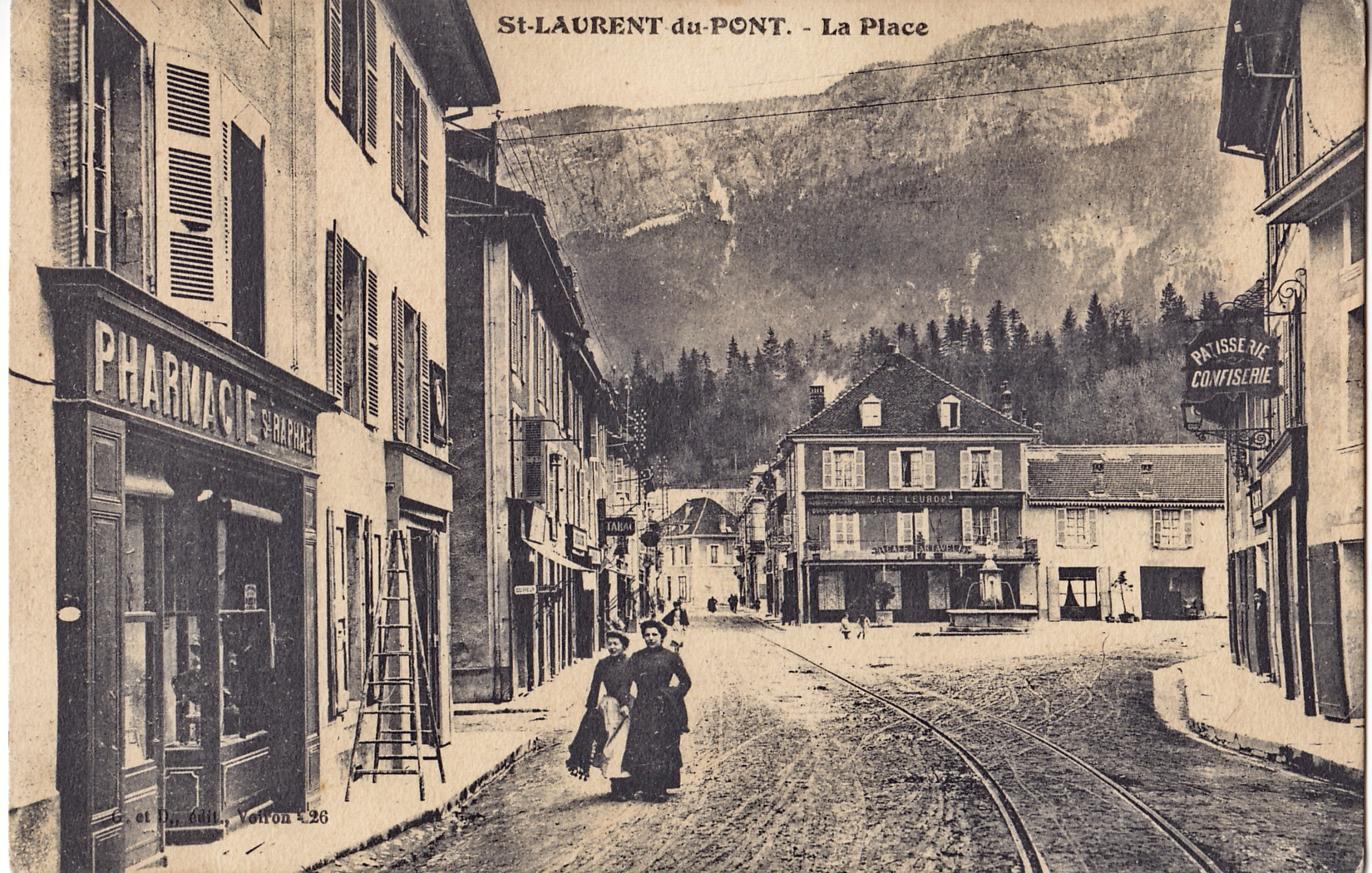
La place.
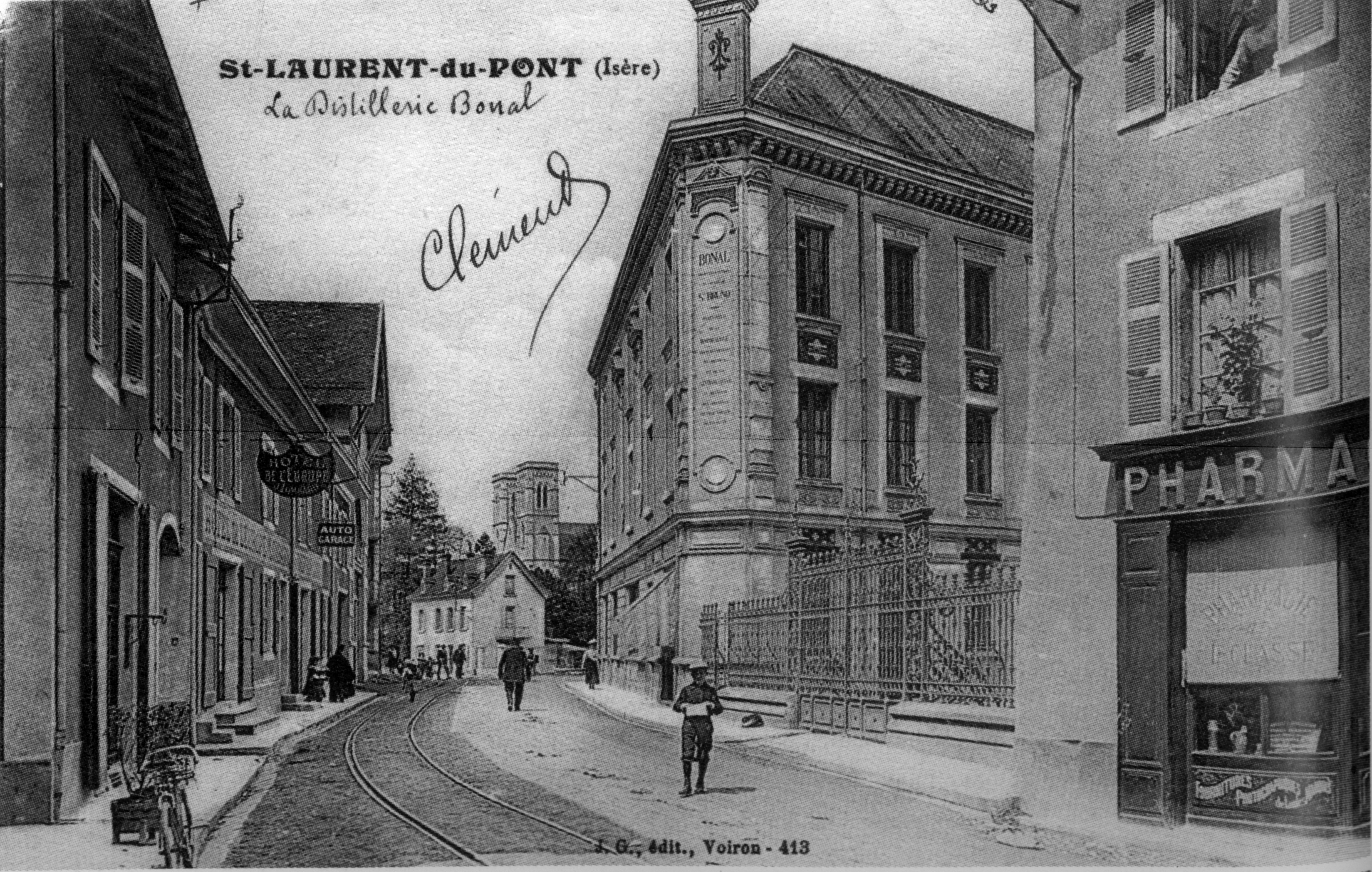
La distillerie Bonal.
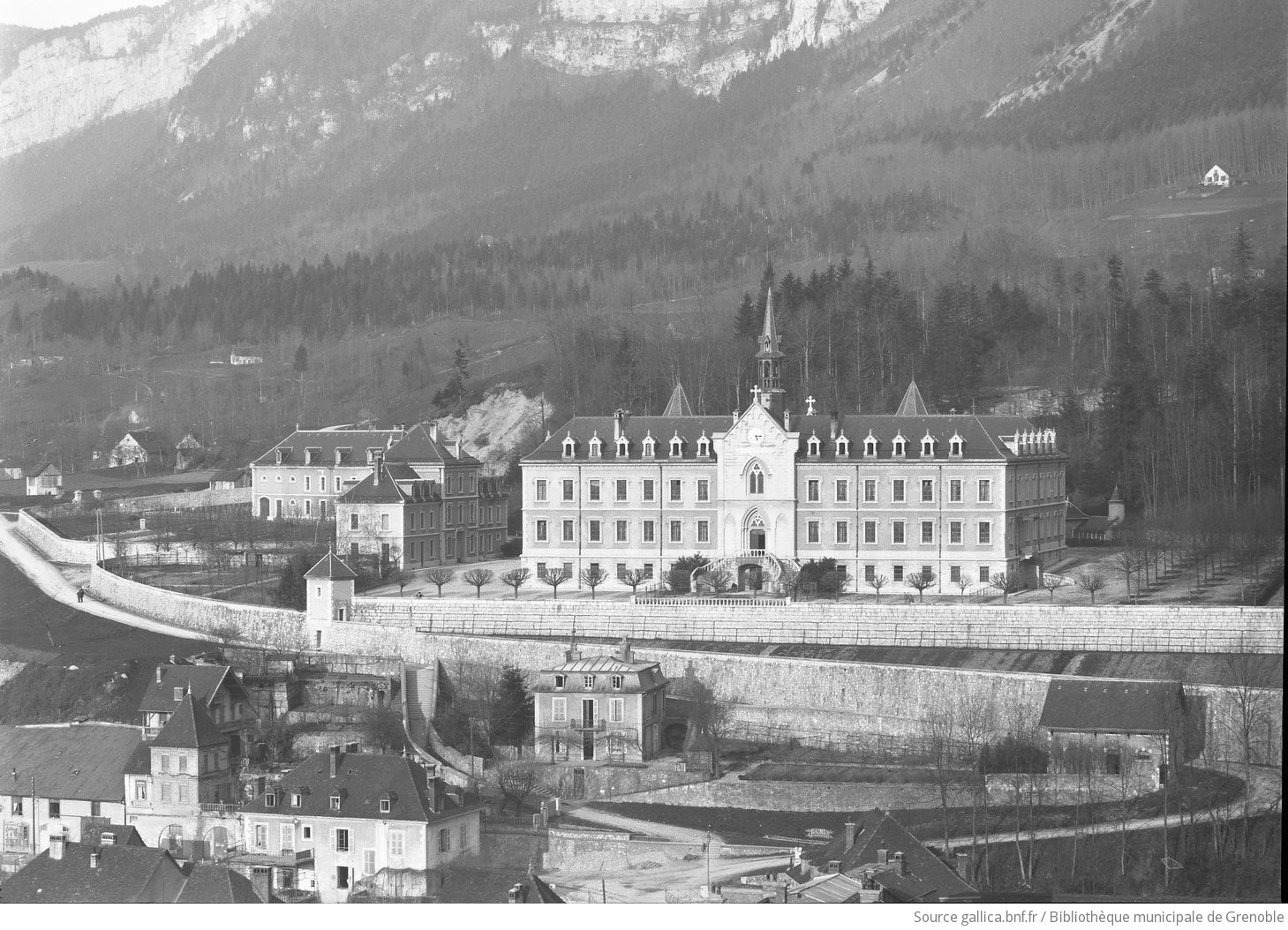
L'hôpital.
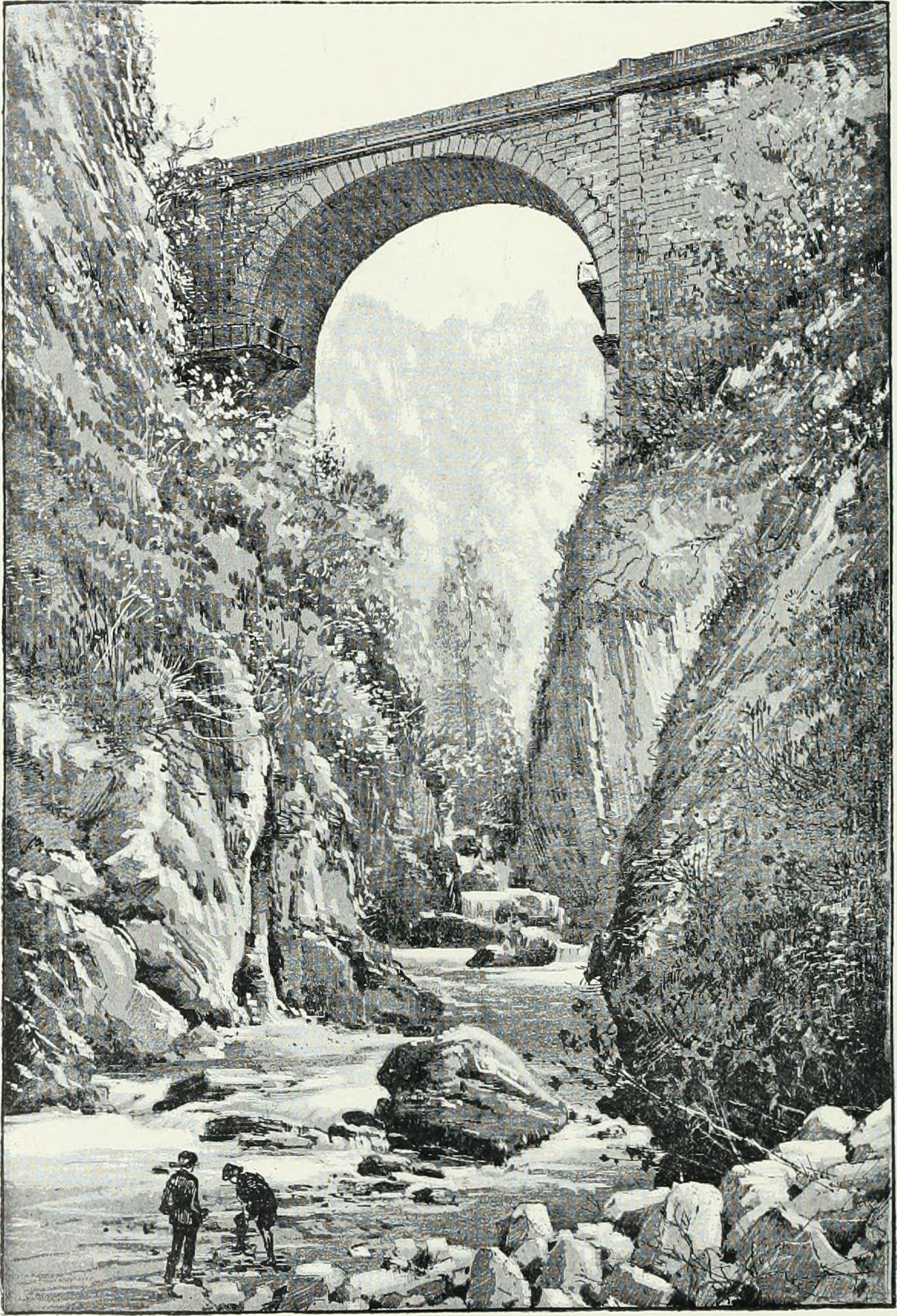
Le pont Saint-Bruno.
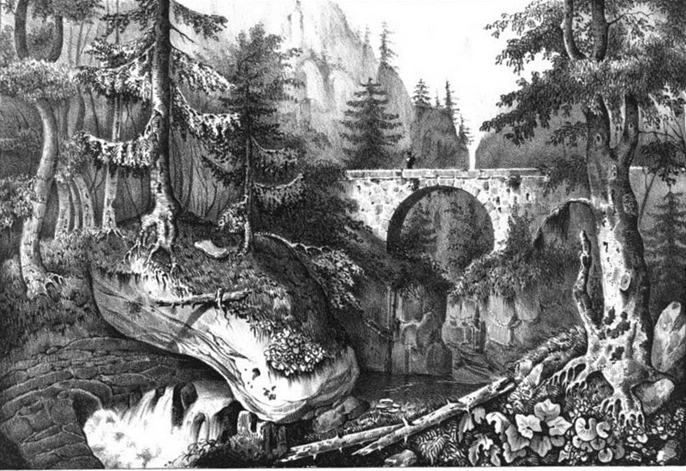
Le pont Pérant.

#### Industrie et artisanat
Les activités métallurgiques s'installent dans de nouveaux locaux, dans la plaine dès 1920, à l'emplacement de l'actuel supermarché, c'est-à-dire en face de la place l'église de la paroisse Saint-Bruno.

##### L'ancienne distillerie des Chartreux (1860 - 1935)
En 1864, la distillerie de la Grande Chartreuse est établie à Fourvoirie, sur la commune de Saint-Laurent-du-Pont, afin de produire les célèbres chartreuses verte et jaune, ainsi qu'une éphémère chartreuse blanche. Avec l'expulsion des chartreux en 1903, les chartreux sont dépossédés de leur distillerie et de leur marque. Marque récupérée en 1929, la production reprenant en 1932 à Fourvoirie. Un glissement de terrain, dans la nuit du 14 au 15 novembre 1935, viendra basculer les bâtiments, la production reprenant l'année suivante à Voiron. Depuis 2017, c'est à Aiguenoire, sur la commune voisine d'Entre-deux-Guiers, que se poursuit la fabrication des liqueurs de Chartreuse.
Dans la nuit du 14 au 15 novembre 1935, une énorme coulée de boue et de roches provoque la destruction de la distillerie des Pères Chartreux à la Fourvoirie, attraction touristique majeure de l'époque. Celle-ci est transférée à Voiron en 1936.
Les ruines sont actuellement en réhabilitation. Sur la rive droite du Guiers mort, on peut découvrir l'ancien site métallurgique Paturle et, un peu plus haut en amont, le pont de Fourvoirie.

##### L'entreprise Bonal

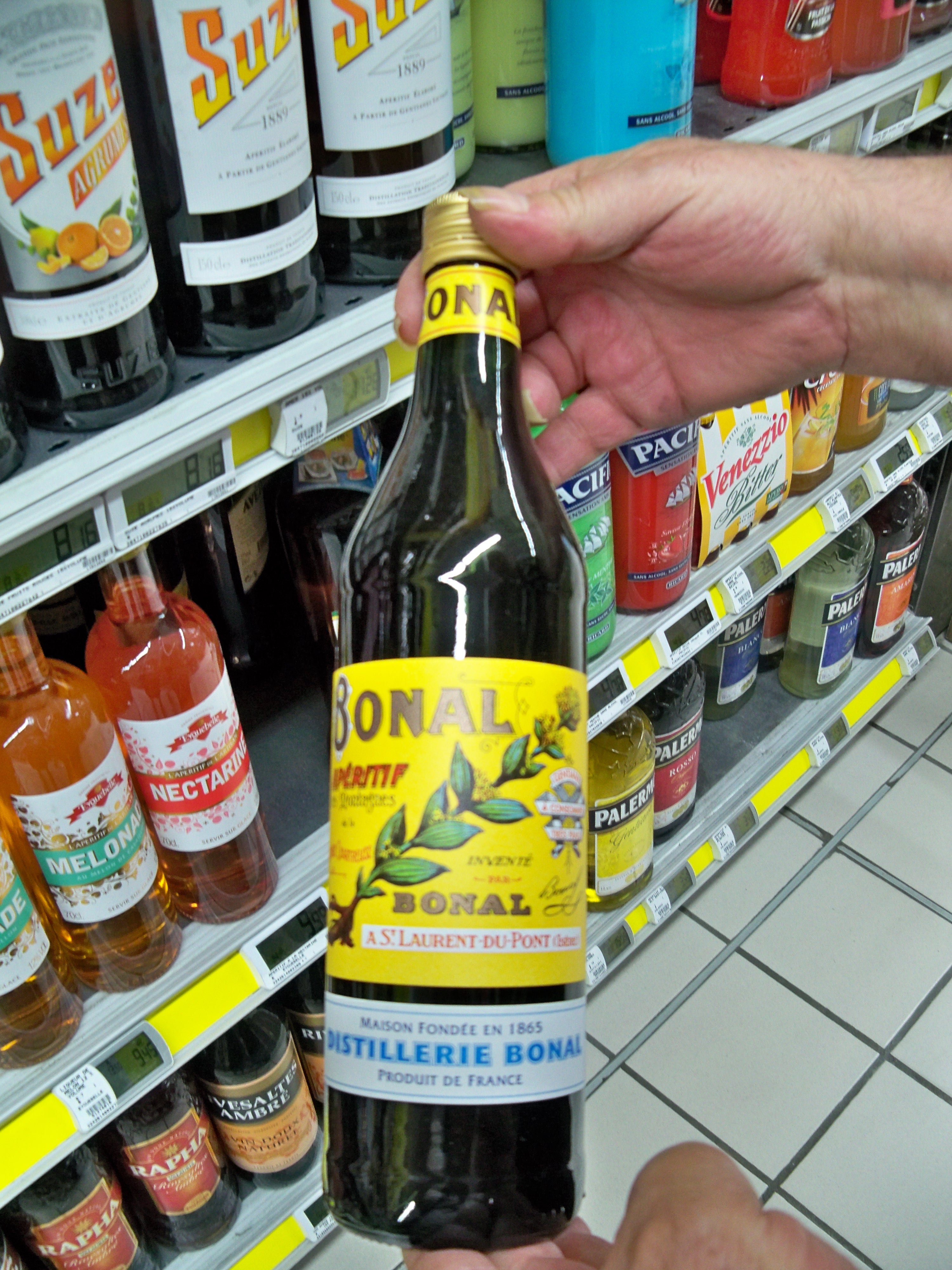
Bouteille de l'apéritif Bonal.

Le frère Raphaël, un ancien frère convers, exclu de l'ordre des chartreux, après avoir accouché une femme du pays, et retrouvant son nom, Hippolyte Bonal, installe au cœur de la cité une distillerie, créant d'abord « La Raphaëlle ».
Après plusieurs extensions ou constructions de bâtiments, ce sera la naissance de « la Laurentine » et de « la Gentiane-Quina Bonal », qui a eu ses heures de gloire des années 1930 aux années 1950, grâce notamment aux affiches et annonces publicitaires de Charles Lemmel.
En 1976, la distillerie et ses ateliers de fabrication sont cédés à la Société Dolin, entreprise distribuant également des spiritueux et dont le siège est situé à Chambéry.

#### Le Chemin de fer de Voiron à Saint-Béron

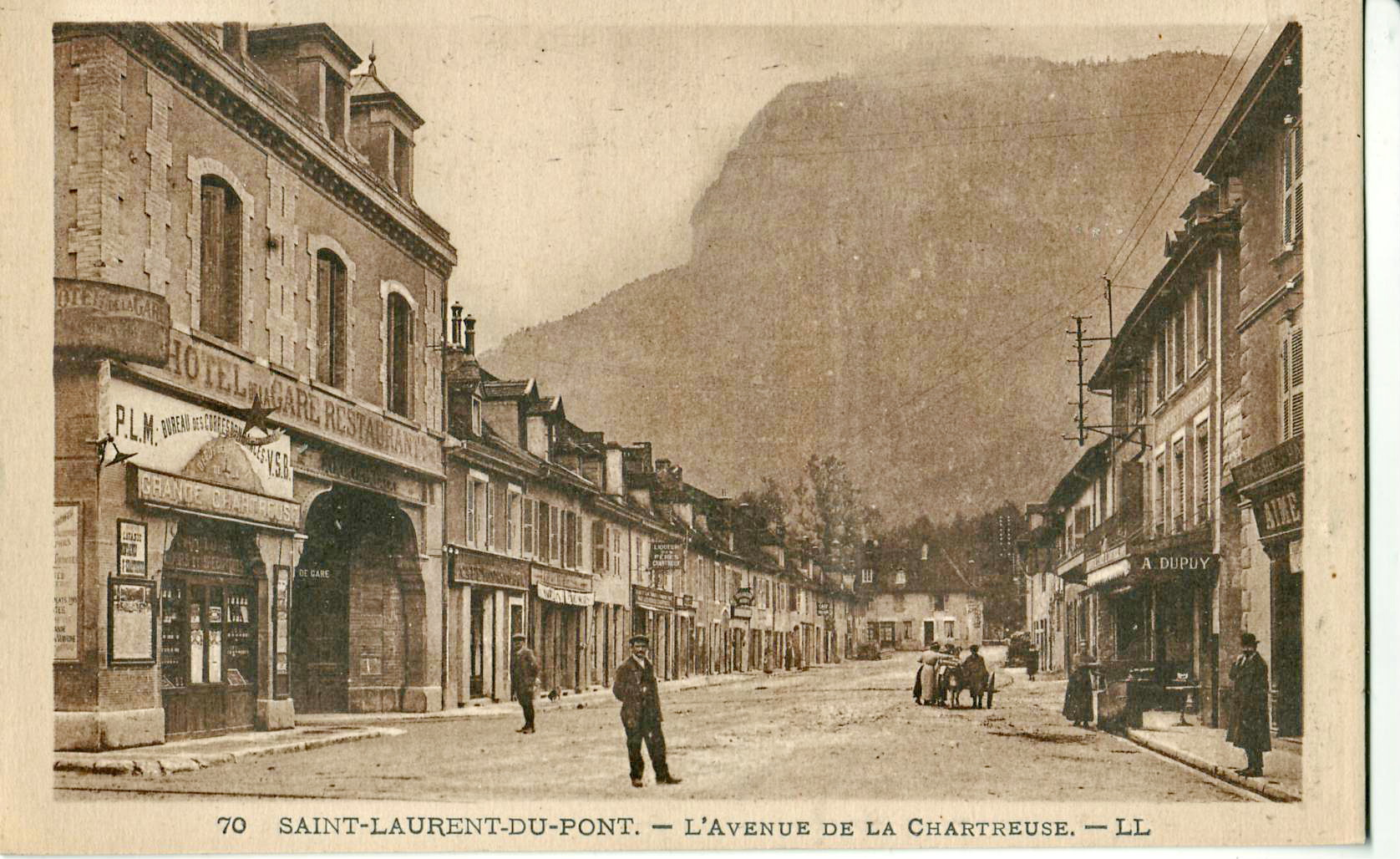
À gauche, le bâtiment de la gare, qui abritait également l'hôtel de la Gare. La voie à destination de Fourvoirie passait sous le porche de ce bâtiment, et celle reliant Voiron à Saint-Béron au premier plan, avant le bâtiment.

Le bourg est desservi de 1895 à 1936, par un chemin de fer secondaire à voie métrique, le Chemin de fer de Voiron à Saint-Béron. La ligne  de 35 km, dont 25 en Isère permet alors de relier Saint-Joseph-de-Rivière aux communes de Voiron, de Saint-Laurent-du-Pont et de Saint-Béron et d'accéder aux correspondances des lignes de train de Lyon à Grenoble et de Lyon à Chambéry. Comme de nombreux chemins de fer secondaires, la ligne est destinée au transport des voyageurs comme à celui des marchandises. Cette ligne est fermée avant le début de la Seconde Guerre mondiale.

#### La Seconde Guerre mondiale
Après l'armistice du 22 juin 1940 signé par le gouvernement français de Philippe Pétain, le régime de Vichy destitue Auguste Marcoz, alors maire franc-maçon de la commune, pour le remplacer par Henri Margaron, chargé d'appliquer la politique du Gouvernement de Vichy. Les défilés du 11 novembre et l'apparition des premières croix de Lorraine, l'internement par Vichy, en 1943, de trois Laurentinois dont les activités inquiétaient la police de Vichy : Marcel Morel militant communiste et marchand de journaux, Henri Poulet militant démocrate chrétien et épicier, et Sylvain Boursier agriculteur, arrestation qui mit en émoi le pays et mobilisa les Chartreux et Auguste Villard, maire de Saint-Pierre-de-Chartreuse, pour les faire libérer. Plusieurs familles juives ont été cachées par des familles laurentinoises, parmi elles Blanche Rorato, agricultrice, qui a été reconnue comme « juste parmi les nations » .
Durant la période d'occupation par l'Allemagne (1943 - 1944), la commune de Saint-Laurent-du-Pont est marquée par de nombreux événements dont le 19 juin 1944 est le plus dramatique, car ce jour envoie à la mort un habitant de la commune (Sylvain Boursier) et un (Charles Bouffard) qui part en déportation. Ce jour-là, environ 1 000 soldats de la 157e division allemande encerclent Saint-Laurent-du-Pont. Les soldats occupent la ferme Boursier où ils questionnent et battent Sylvain Boursier. Plusieurs Laurentinois sont arrêtés et regroupés dans cette ferme : Charles Bouffard, Jean Locatelli, Edwige Pellizari, Marc Christoud, Roland Lenoble, Emile et Paul Muret. Tous sont emmenés à la Gestapo de Grenoble. Certains sont relâchés, d'autres déportés en Allemagne. Torturé, Sylvain Boursier est porté disparu le 22 juin 1944 et son corps ne sera jamais retrouvé.
Le 24 juin 2017 (!) la municipalité inaugure le "chemin du 19 juin 1944" à proximité de la ferme Boursier pour commémorer ce tragique évènement.

#### L'incendie du «5- 7»

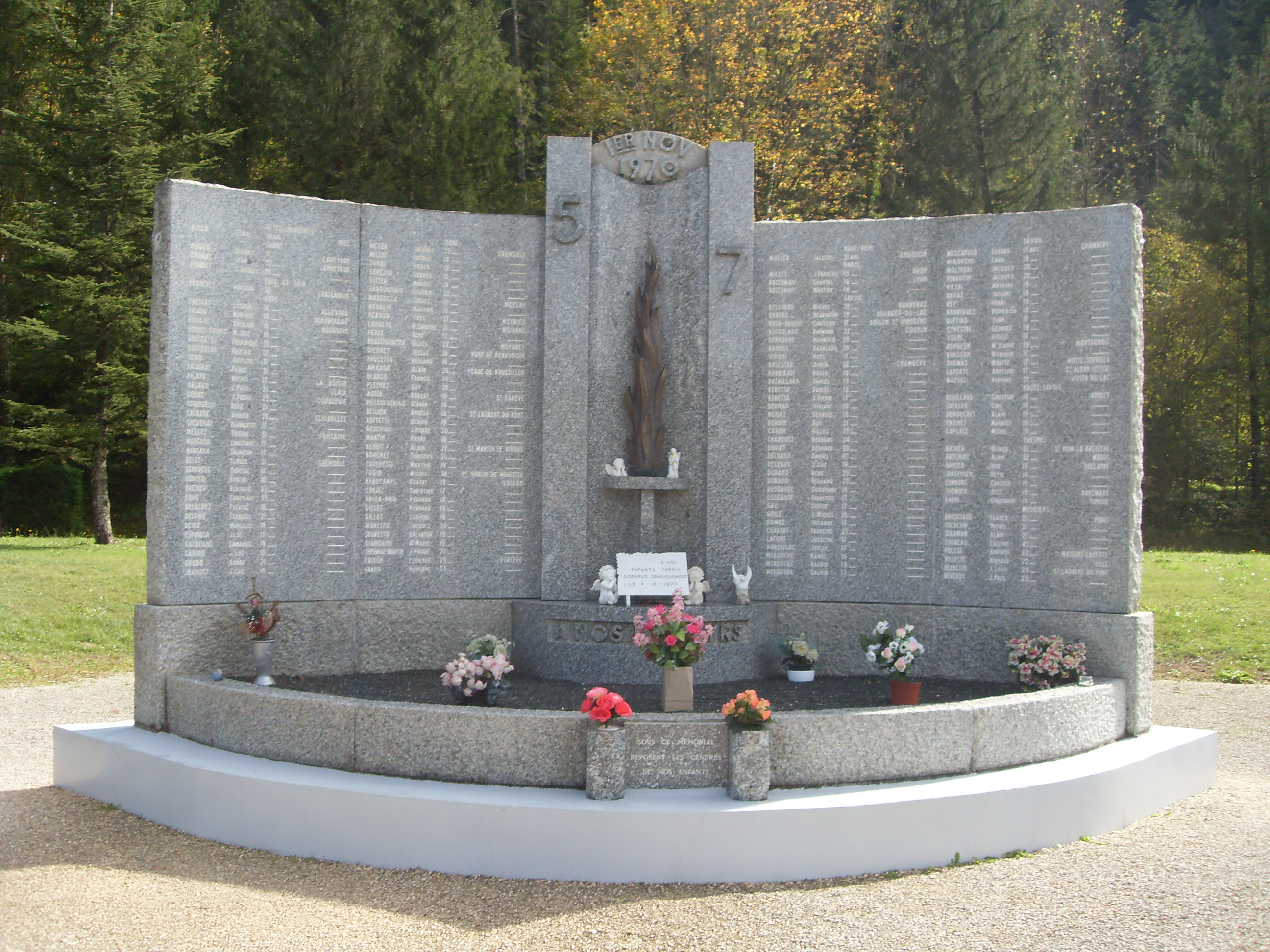
Le mémorial de l'incendie.

Le 1er novembre 1970, un incendie dans une discothèque nommée le « 5-7 », située sur la route de Saint-Joseph-de-Rivière, cause la mort de 146 personnes (dont la très grande majorité était mineure), provoquant un immense émoi dans toute la France. Les titres de la presse à propos de ce tragique événement inspirent la rédaction de la célèbre une du journal satirique Hara-Kiri quant à la mort, la semaine suivante, du général de Gaulle, ancien président de la République : « Bal tragique à Colombey : un mort ». Les tourniquets métalliques ayant empêché la bonne évacuation des lieux ont été conservés à côté du Mémorial dédié aux victimes de ce drame.
Ce drame est à l'origine d'une refonte profonde des normes de sécurité relatives aux établissement recevant du public.

## Politique et administration

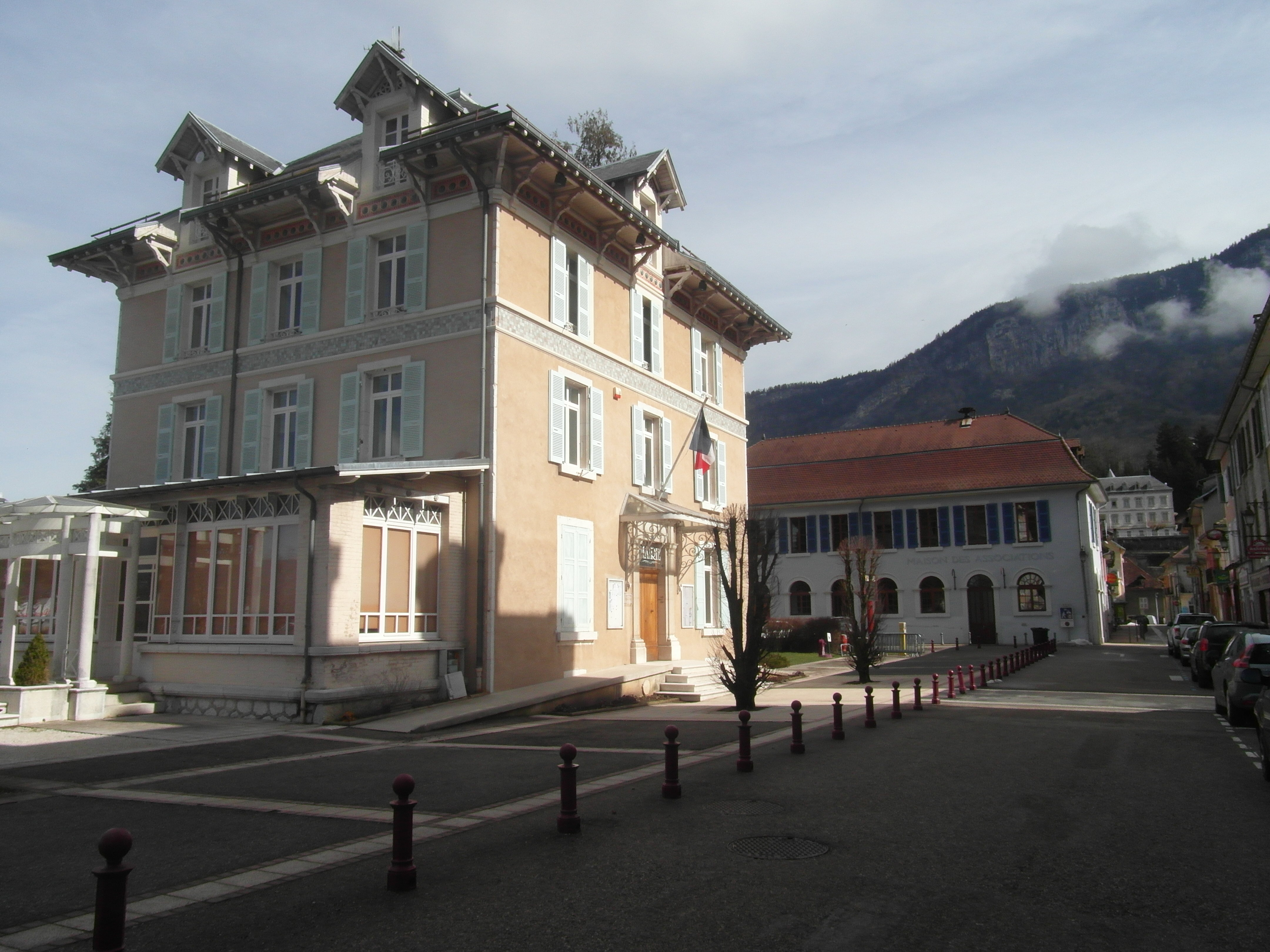
Mairie et maison des associations de Saint-Laurent-du-Pont

### Rattachements administratifs et électoraux

#### Rattachements administratifs
La commune est rattachée à l'arrondissement de Grenoble du département de l'Isère et à la communauté de communes Cœur de Chartreuse.
Elle était depuis 1793 le chef-lieu du canton de Saint-Laurent-du-Pont. Dans le cadre du redécoupage cantonal de 2014 en France, cette circonscription administrative territoriale a disparu, et le canton n'est plus qu'une circonscription électorale.

#### Rattachements électoraux
Pour les élections départementales, la commune est depuis 2014 le bureau centralisateur du canton de Chartreuse-Guiers, dont elle est la plus peuplée après Les Abrets en Dauphiné.
Pour l'élection des députés, elle fait partie de la cinquième circonscription de l'Isère.

### Intercommunalité
Saint-Laurent-du-Pont était le siège de la communauté de communes Chartreuse Guiers, un établissement public de coopération intercommunale (EPCI) à fiscalité propre créé fin 1993 et auquel la commune avait transféré un certain nombre de ses compétences, dans les conditions déterminées par le code général des collectivités territoriales.
Conformément aux prescriptions de la loi de réforme des collectivités territoriales du 16 décembre 2010, qui a prévu le renforcement et la simplification des intercommunalités et la constitution de structures intercommunales de grande taille, cette intercommunalité a fusionné avec ses voisines pour former, le 1er janvier 2014, la communauté de communes Cœur de Chartreuse, dont est désormais membre la commune.

### Élections municipales et communautaires

#### Administration communale
Compte tenu de la population de la commune, son conseil municipal est composé de vingt-sept élus dont un maire et ses adjoints

#### Élections les plus récentes
Lors du second tour des élections municipales de 2014 dans l'Isère, la liste DVG menée par le maire sortant Jean-Louis Monin obtient la majorité des suffrages exprimés, avec 1 043 voix (48,48 %, 21 conseillers municipaux élus dont 4 communautaires), devançant très largement celles menées respectivement par : 

- Christian Allegret (SE, 610 	voix, 28,35 %, 4 conseillers municipaux élus dont 1 communautaire) ;

- Christophe Ruelle (SE, 278 voix, 12,92 %, 1 conseiller municipal élu) ; 

- Georges Vivier (DVG, 220 voix, 10,22 %, 1 conseiller municipal élu).

Lors de ce scrutin, 30,73 % des électeurs se sont abstenus. 
Lors du premier tour des élections municipales de 2020 dans l'Isère, la liste DVC  menée par Jean-Claude Sarter obtient la majorité absolue des suffrages exprimés avec 1 042 voix (65,94 %, 23 conseillers municipaux élus dont 7 communautaires), devançant très largement celle DIV menée par Christian Allegret, qui a recueilli 538 voix (34,05 %, 4 conseillers municipaux élus dont 1 communautaire).
Lors de ce scrutin marqué par la pandémie de Covid-19 en France, 49,43 % des électeurs se sont abstenus.

#### Liste des maires
| Période    | Période                     | Identité                                | Étiquette | Qualité |
| ---------- | --------------------------- | --------------------------------------- | --------- | --- |
| avant 1809 | après 1835                  | François-Victor Margot[réf. nécessaire] |           | |
| 1888       | 1914                        | Jean-François Pichat                    | AL        | Architecte Conseiller général (1889-1914) Député (1902-1906)                                                  |
| 1914       | 1919                        | Joseph Chevassus                        |           | |
| 1919       | 1930                        | Gabriel Delaunay                        | Radical   | Conseiller général (1923-1931)                                                                                |
| 1930       | 1935                        | Pierre Roux-Bourgeois                   |           | |
| 1935       | 1944                        | Auguste Marcoz                          |           | |
| 1944       | 1947                        | Henri Margaron                          |           | |
| 1947       | mars 1959                   | Bruno Paturle                           | SE        | Industriel |
| mars 1959  | mars 1983                   | Pierre Perrin                           | DVD       | Négociant en bois Sénateur de l'Isère (1974 → 1983) Conseiller général de Saint-Laurent-du-Pont (1964 → 1988) |
| mars 1983  | mars 1989                   | Louis Robert                            |           | Médecin |
| mars 1989  | mai 2020                    | Jean-Louis Monin                        | DVG       | Retraité |
| mai 2020   | avril 2024                  | Jean-Claude Sarter                      | DVC       | Retraité Démissionnaire                                                                                       |
| avril 2024 | En cours (au 15 avril 2024) | Céline Boursier                         |           | Professeure des écoles, ancienne première adjointe                                                            |

### Autres élections
Au premier tour de l'élection présidentielle de 2017, les quatre premiers candidats choisis par les électeurs de la commune sont Marine Le Pen (23,88 % des suffrages exprimés), Emmanuel Macron (21,40 %), Jean-Luc Mélenchon (19,32 %) et François Fillon (18,27 %).
Au second tour, le candidat élu Emmanuel Macron recueille 1258 voix (59,56 %) et Marine Le Pen 854 voix (40,44 %), lors d'un scrutin où 22,25 % des électeurs se sont abstenus.
Au premier tour de l'élection présidentielle de 2022, les quatre premiers candidats choisis par les électeurs de la commune sont Marine Le Pen (26,93 % des suffrages exprimés), Emmanuel Macron (24,37 %), Jean-Luc Mélenchon (20,29 %) et Éric Zemmour (7,08 %).
Au second tour, le candidat élu Emmanuel Macron recueille 1 167 voix (51,68 %) et Marine Le Pen 1 091 voix (48,32 %), lors d'un scrutin où 23,16 % des électeurs se sont abstenus.

### Instances de démocratie participative
Depuis 2009, le conseil municipal a décidé de créer un « conseil municipal de jeunes » avec onze enfants représentants des élèves des classes de CM1 et CM2 des écoles de la Commune.

### Jumelages
La ville est jumelée avec :
- Herdorf (Allemagne) depuis 1984[52]
- Berbenno (Italie) depuis 1985[52]

## Équipements et services publics

### Espaces publics
En mars 2017, la commune confirme le niveau « deux fleurs » au concours des villes et villages fleuris, ce label récompense le fleurissement de la commune au titre de l'année 2016, titre qu'elle détient toujours en 2023.

### Enseignement

#### Enseignement maternel et élémentaire
La commune est rattachée à l'académie de Grenoble (Zone A). Elle administre et gère une école maternelle publique ainsi que trois établissements scolaires d'enseignement élémentaire publiques. Une école privée est également située sur son territoire
- L'école primaire publique du bourg (effectif de 178 élèves en 2018)[55]
- L'école primaire publique de la plaine (effectif de 131 élèves en 2018)[56]
- L'école primaire privée Notre Dame en Chartreuse, fondée en 1865 par les pères chartreux et hébergeant des classes d'enseignement maternel et élémentaire[57]

#### Enseignement secondaire
Le collège Le Grand Som, situé dans le quartier du Revol, accueille les élèves de l'ancien canton de Saint-Laurent-du-Pont et présente un effectif de 333 élèves, dont 276 en demi-pension en 2018

### Équipement sanitaire et social

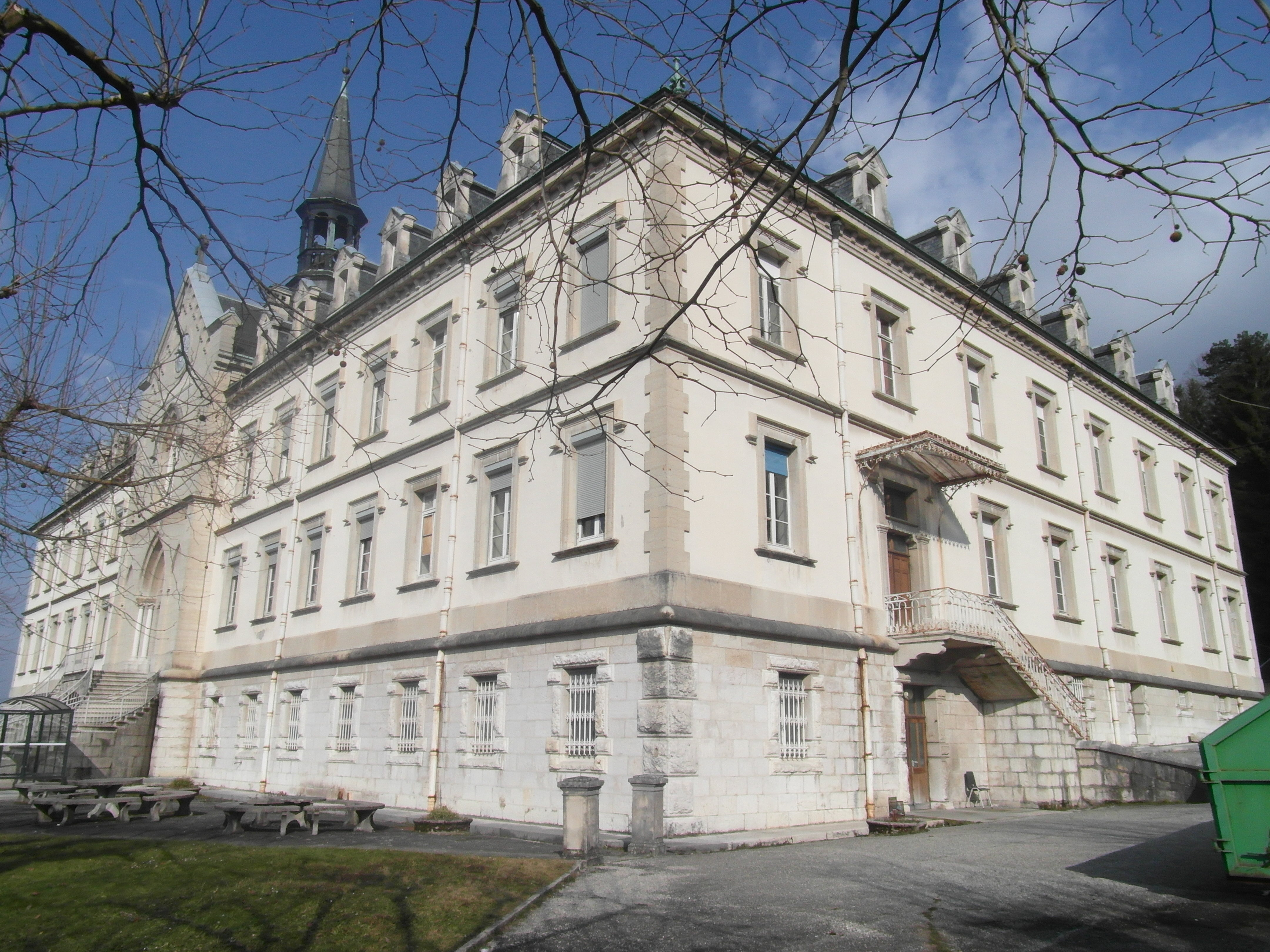
Hôpital de Saint-Laurent-du-Pont

#### Le centre hospitalier de Saint-Laurent-du-Pont
Fondé en 1892 par les Pères Chartreux, installé au monastère de la Grande Chartreuse, l'établissement est devenu officiellement un hôpital départemental autonome en 1914. Il bénéficie du statut d'établissement public départemental depuis le 6 juin 1994
En 2018, le centre hospitalier de Saint-Laurent-du-Pont compte 410 lits qui sont organisés en deux pôles distincts :
- Un « pôle gérontologique » avec un service de Médecine de 20 lits, un service de soins et de réadaptation de 25 lits; une unité de soins de longue durée avec 80 lits et enfin un service d'hébergement pour personnes âgées Dépendantes comptant 40 lits.
- Un « pôle handicap » comprenant un foyer de vie comptant 40 lits, deux foyers d'accueil médicalisés pour un total de 125 lits et une structure spécialisée pour personnes âgées avec 80 lits.

#### Le centre Social des Pays du Guiers
Cette structure agréée et labellisée par la caisse d’Allocations Familiales, située rue Charles Herold
à Saint-Laurent-du-Pont est reconnue d’utilité publique de par son affiliation à la fédération française des Centre Sociaux, travaille en permanence au développement de la vie quotidienne, sociale et économique. Le centre social compte divers équipements dont une ludothèque, un espace multimédia, un accueil de loisirs pour les enfants, un service d'accompagnement scolaire...

### Équipements sportifs
La ville possède plusieurs équipements sportifs, la plupart rassemblés sur un site dénommé Complexe sportif Charles Boursier. qui comprend notamment :
- un gymnase intercommunal

cet équipement, certifié HQE est à usage scolaire et des clubs sportifs. Liés aux manifestations sportives locales, celui-ci dispose de vestiaires avec douches et d’une tribune de 250 places
- deux terrains de football

il s'agit d'un ensemble sportif lié à la pratique du football, avec un stade équipé d'une tribune, de vestiaires et de douches, à usage scolaire et des clubs sportifs, homologué pour des compétitions départementales et un terrain d'entrainement stabilisé.
- un terrain de rugby

il s'agit d'un terrain lié à la pratique du rugby, à usage scolaire et des clubs sportifs disposant de vestiaires et de douches
- un city stade en bitume

dénommé « plateau d'EPS multi sport », Il s’agit d’un équipement de proximité, ouvert à tous pour la pratique du hand ball et du basket ball.
- une piste d'athlétisme

Il s'agit d'une piste d’athlétisme isolée en cendrée disposant d’un éclairage, à usage scolaire et des clubs sportifs, homologuée pour l'usage de la course à pied et de la marche.
- un gymnase communal

il s'agit d'une salle multisports en carrelage disposant d’un éclairage et de vestiaires avec douches, à usage scolaire et des clubs sportifs
- un skate park

il s'agit d'un équipement de proximité, ouvert à tous et lié à la pratique de la planche à roulettes (skate) et du bicross (BMX)
- une piscine

Cet équipement de plein air est équipé d'un grand bassin pour la natation, d'un bassin plus petit pour les enfants et il est adjoint d'un solarium.

### Patrimoine culturel
- un cinéma, le Cartus[64]
- une bibliothèque[65]
- une ludothèque
- Musée de la maison de Mariette
- L'école de musique

## Population et société

### Démographie
L'évolution du nombre d'habitants est connue à travers les recensements de la population effectués dans la commune depuis 1793. Pour les communes de moins de 10 000 habitants, une enquête de recensement portant sur toute la population est réalisée tous les cinq ans, les populations de référence des années intermédiaires étant quant à elles estimées par interpolation ou extrapolation. Pour la commune, le premier recensement exhaustif entrant dans le cadre du nouveau dispositif a été réalisé en 2005.

En 2022, la commune comptait 4 502 habitants, en évolution de −0,84 % par rapport à 2016 (Isère : +3,07 %, France hors Mayotte : +2,11 %).
| 1793  | 1800  | 1806  | 1821  | 1831  | 1836  | 1841  | 1846  | 1851  |
| ----- | ----- | ----- | ----- | ----- | ----- | ----- | ----- | ----- |
| 2 159 | 2 304 | 2 325 | 2 844 | 3 156 | 1 743 | 1 734 | 1 886 | 1 858 |

| 1856  | 1861  | 1866  | 1872  | 1876  | 1881  | 1886  | 1891  | 1896  |
| ----- | ----- | ----- | ----- | ----- | ----- | ----- | ----- | ----- |
| 1 734 | 1 761 | 1 800 | 1 808 | 2 484 | 2 447 | 2 291 | 2 444 | 2 627 |

| 1901  | 1906  | 1911  | 1921  | 1926  | 1931  | 1936  | 1946  | 1954  |
| ----- | ----- | ----- | ----- | ----- | ----- | ----- | ----- | ----- |
| 2 842 | 2 706 | 2 773 | 2 498 | 2 749 | 2 747 | 2 748 | 2 825 | 3 047 |

| 1962  | 1968  | 1975  | 1982  | 1990  | 1999  | 2005  | 2006  | 2010  |
| ----- | ----- | ----- | ----- | ----- | ----- | ----- | ----- | ----- |
| 3 305 | 3 761 | 3 709 | 4 125 | 4 061 | 4 222 | 4 479 | 4 489 | 4 484 |

| 2015  | 2020  | 2022  | - | - | - | - | - | - |
| ----- | ----- | ----- | - | - | - | - | - | - |
| 4 543 | 4 499 | 4 502 | - | - | - | - | - | - |

### Manifestations culturelles et festivités
Chaque année, dernier week-end de juillet : L'ouest américain en Chartreuse, rassemblement de véhicules et motos US, concerts et danses country.
3e week-end d'août : Le rallye Automobile de Chartreuse est organisé conjointement par le RTR et le CORAC.

### Vie associative
Le Racing Team rocharay (RTR) est le club organisateur du rallye automobile régional de Chartreuse.
Organisé, fin août, ce rallye parcours la Chartreuse, et devient au fil du temps un des plus beaux rallyes régionaux de la région.

### Médias
- Bulletin municipal

la mairie de Saint-Laurent-du-Pont distribue dans les boites aux lettres des habitants de sa commune, tout en le publiant sur son site internet, un bulletin d'information municipale d'environ une vingtaine de page. Sa périodicité moyenne est de six mois.
- Le Dauphiné libéré

Historiquement, le quotidien à grand tirage Le Dauphiné libéré consacre, chaque jour, y compris le dimanche, dans son édition de Chartreuse et Sud Grésivaudan, un ou plusieurs articles à l'actualité de la ville, ainsi que des informations sur les éventuelles manifestations locales, les travaux routiers et autres événements divers à caractère local.

### Cultes

#### Culte catholique
La communauté catholique et l'église de Saint-Laurent-du-Pont (propriété de la commune) est rattachée à la paroisse « Saint Bruno de Chartreuse », dont la maison paroissiale se situe sur le territoire communal. Cette paroisse dépend du doyenné du Voironnais et du diocèse de Grenoble-Vienne.

## Économie

### Agriculture
Selon le site de l'INSEE, il y avait encore un nombre de dix agriculteurs déclarés dans la commune, contre seize en 2010.
La commune fait partie de l'aire géographique de production et transformation du « Bois de Chartreuse », la première AOC de la filière bois en France,.

### Tourisme
Située à proximité du massif de la Chartreuse et dans la vallée verdoyante des deux Guiers, la commune se situe dans une région ayant une vocation touristique marquée. À ce titre, Saint-Laurent-du-Pont présente un équipement lié à cette activité :
- Office de tourisme

l'Office de tourisme « Cœur de Chartreuse » géré par la communauté de communes, possède un service d'accueil, situé à proximité de la mairie de Saint-Laurent-du-Pont.
- Camping municipal.

le territoire communal héberge un camping directement géré par la municipalité. Le terrain, dénommé Les berges du Guiers qui compte 43 emplacements est donc situé le long des berges du Guiers. Il est ouvert aux touristes du 15 juin au 15 septembre

## Culture locale et patrimoine

### Lieux et monuments

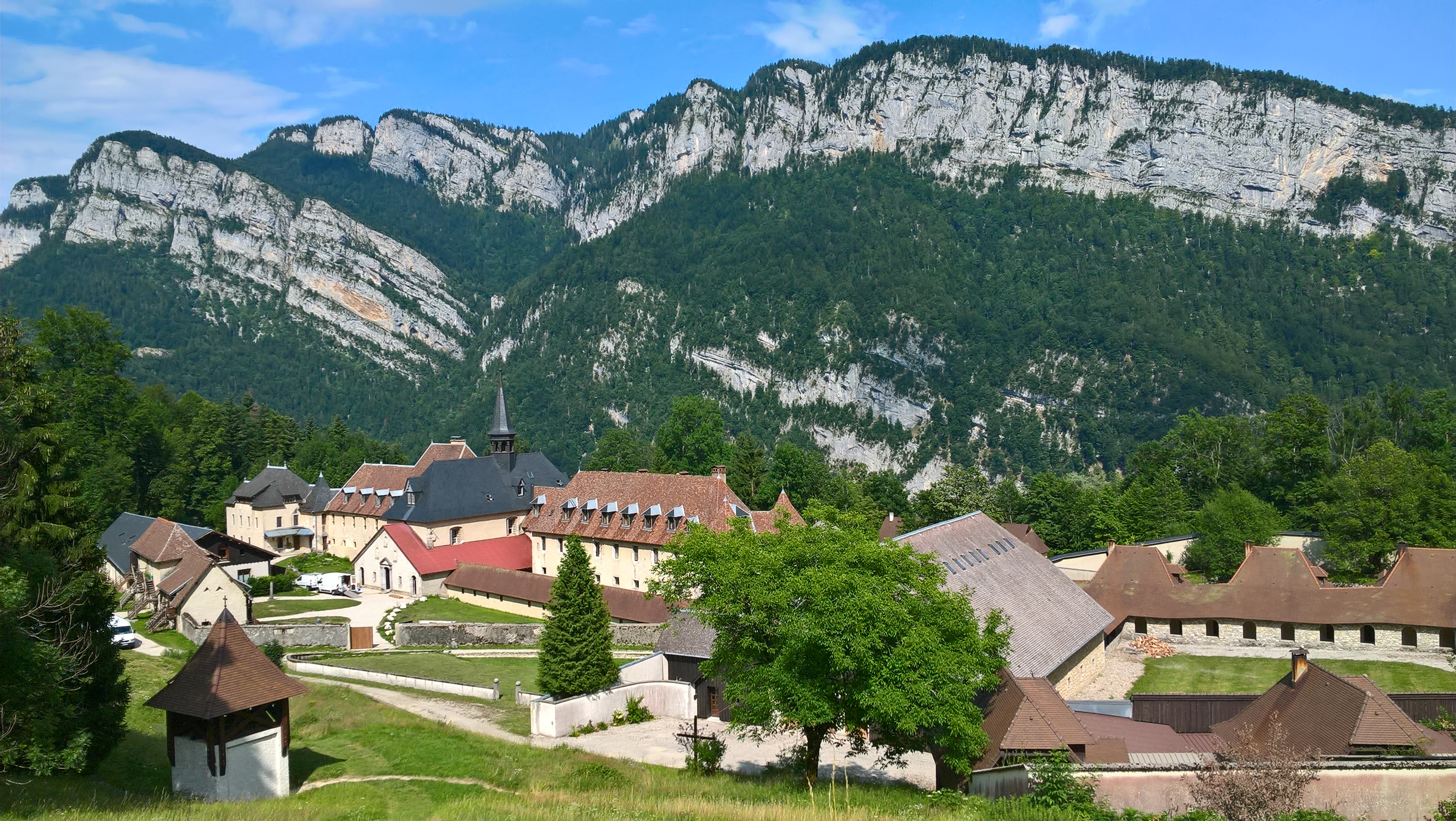
Chartreuse de Currière

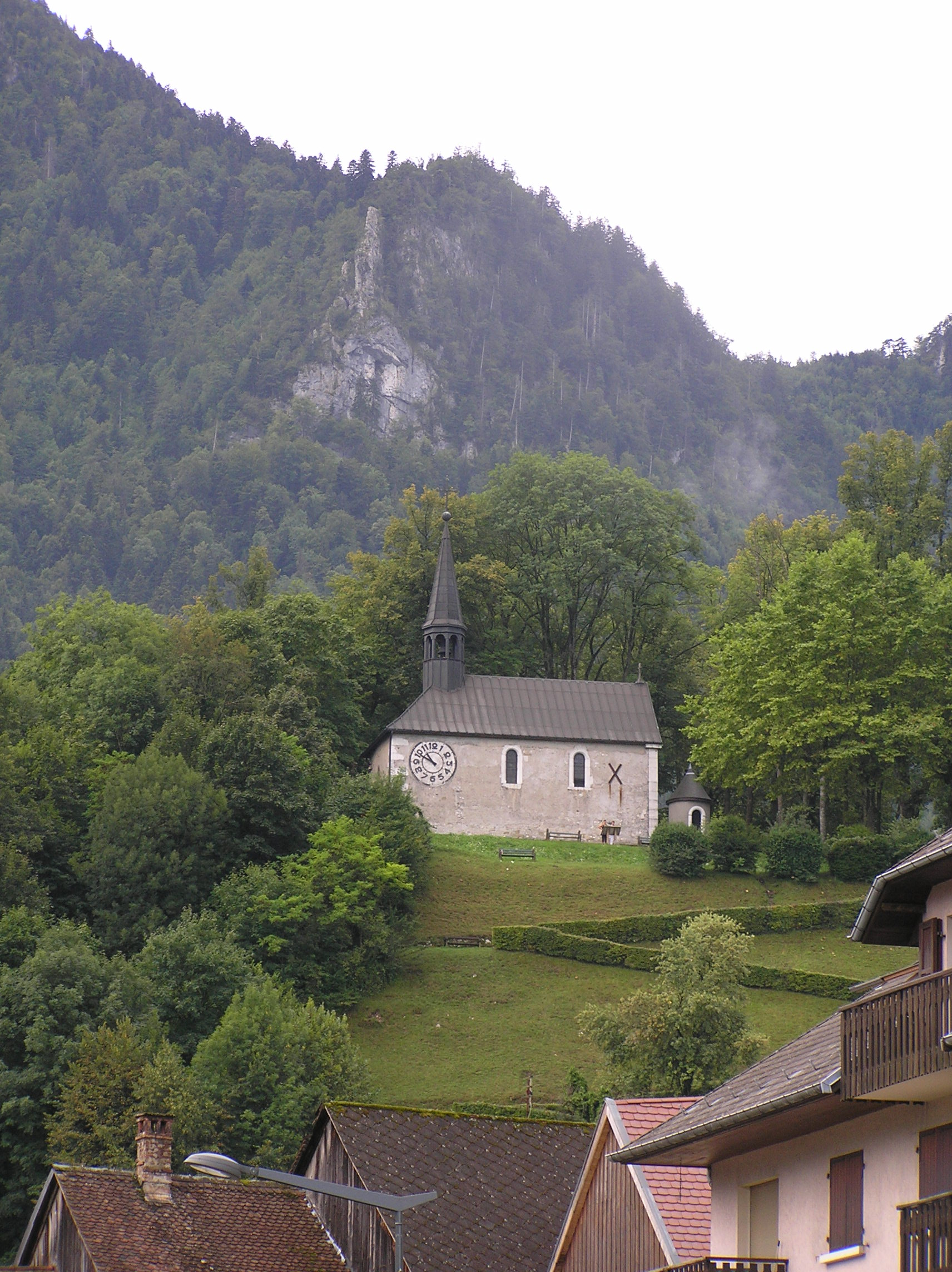
La Chapelle Notre-Dame du Château.

#### Monuments historiques
- Ferme de l'Échaillon, dans le hameau de  Mollard, du quatrième quart du XVIIe siècle, est inscrite au titre des monuments historiques par arrêté du 25 septembre 2003[77].
- Pont Peirant, sur le Guiers-Mort, du XVIe siècle, est classé au titre des monuments historiques par arrêté du 1er mai 1923[78].
- Pont de la Petite Vache, aujourd'hui détruit (restes des soubassements)[79], sur la rivière de la Petite Vache, est classé au titre des monuments historiques par arrêté du 1er mai 1923[80].

#### Bâtiments religieux
- La chartreuse de Currière

Il s'agit d'un ancien monastère de l'ordre des Chartreux aujourd'hui monastère de la famille de Bethléem date du XIIIe siècle et fait l'objet d'une inscription partielle au titre des monuments historiques par arrêté du 2 mai 1927.
- La chapelle Notre-Dame-du-Château, où il y avait aussi le château fort disparu[82].
- L'ancienne chapelle Saint-Laurent du Cotterg qui servait autrefois d'église paroissiale[82], dans le cimetière de Saint-Laurent-du-Pont.
- Église de l'Immaculée-Conception de Villette.
- L'église paroissiale Saint-Laurent de Saint-Laurent-du-Pont.

Cet édifice religieux, de rite catholique, visible de tous les secteurs de la commune, a été conçu par Alfred Berruyer. Alors que l'église du centre bourg avait été détruite par un incendie et que l'église du Cotterg nécessitait une restauration, l'ordre des Chartreux a proposé en 1866 de construire et financer une nouvelle église plus grande, située à mi chemin, qui serait assortie de bâtiments pour des écoles.

L'église
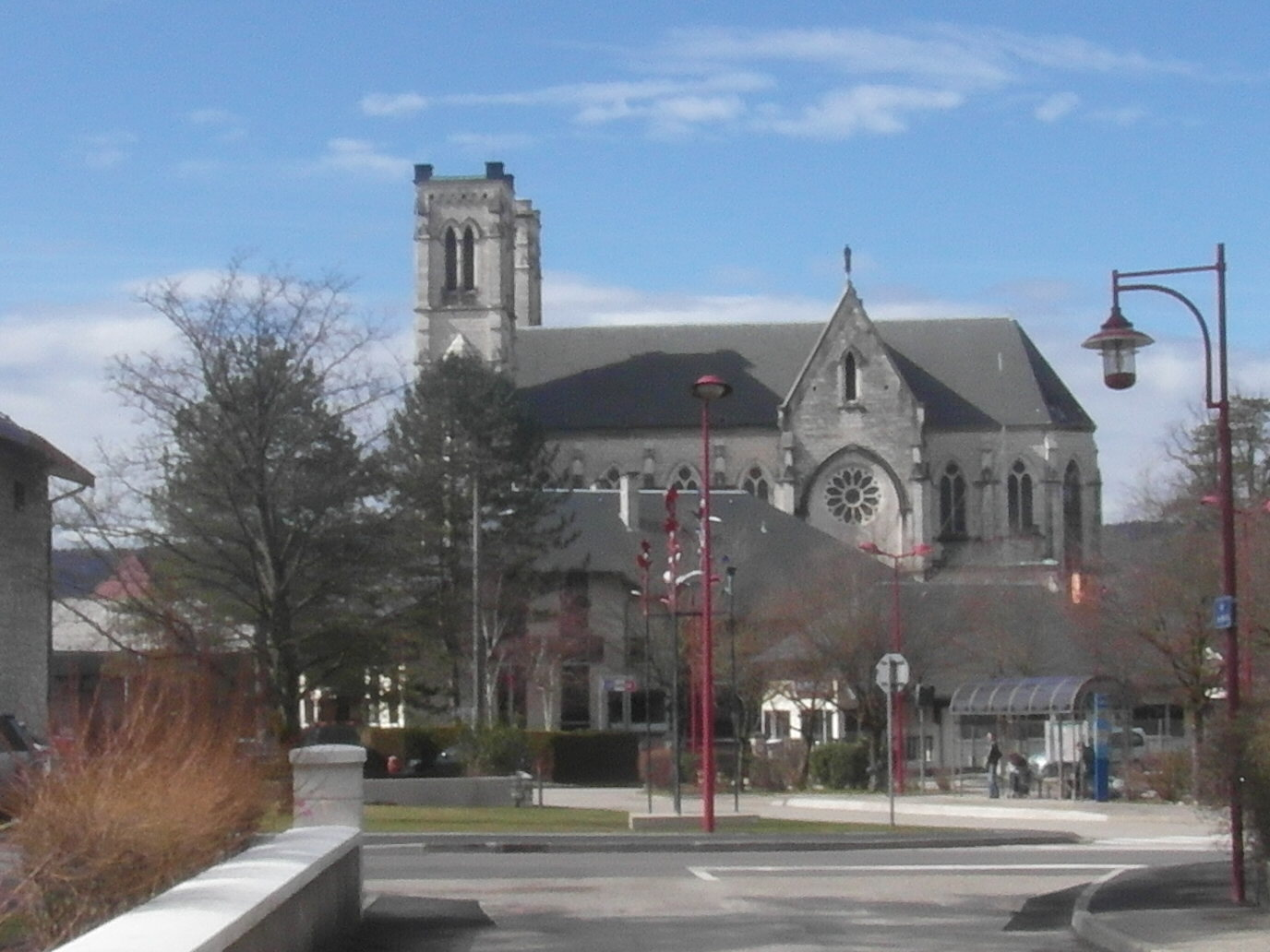
Vue extérieure
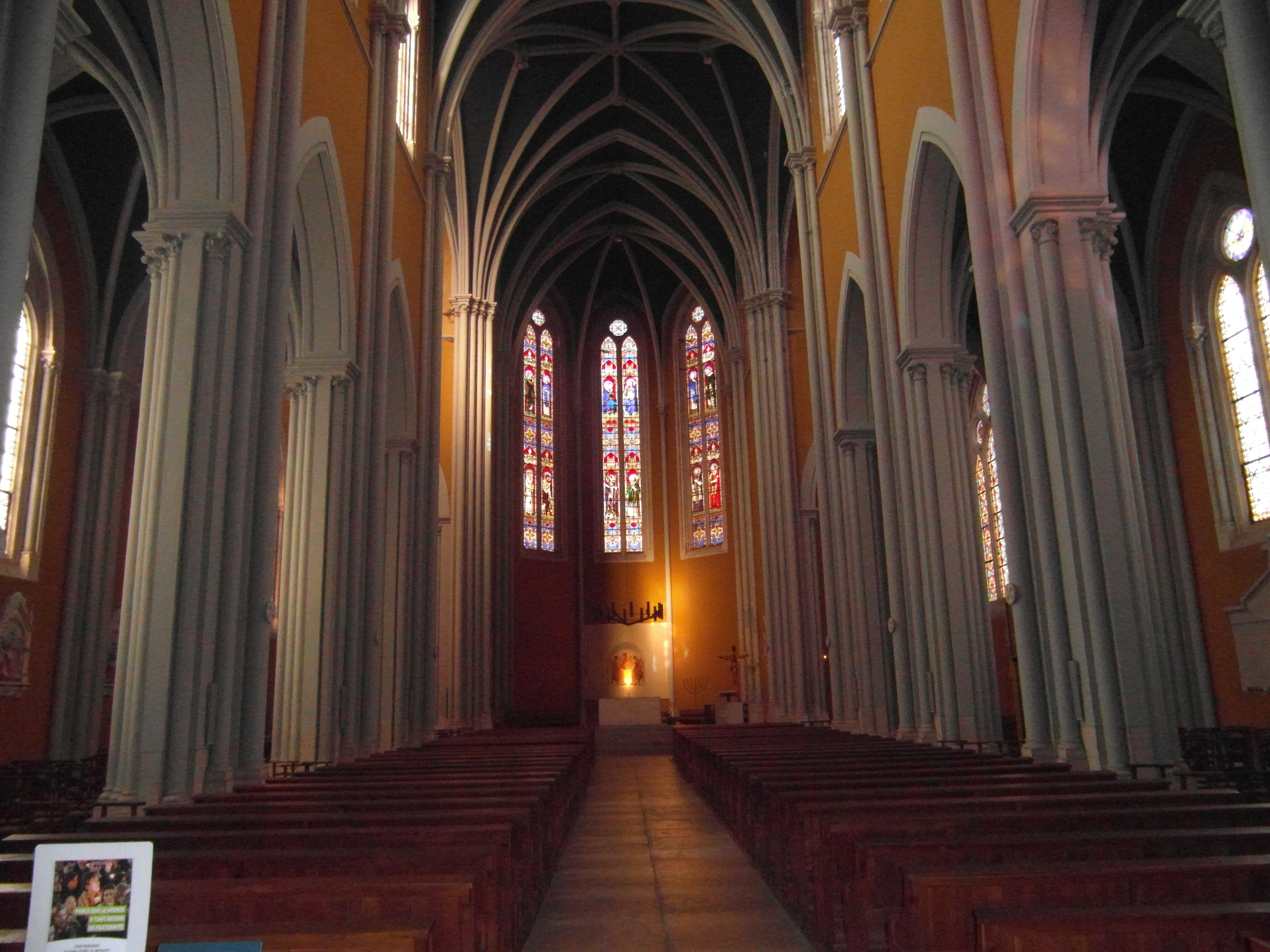
Nef
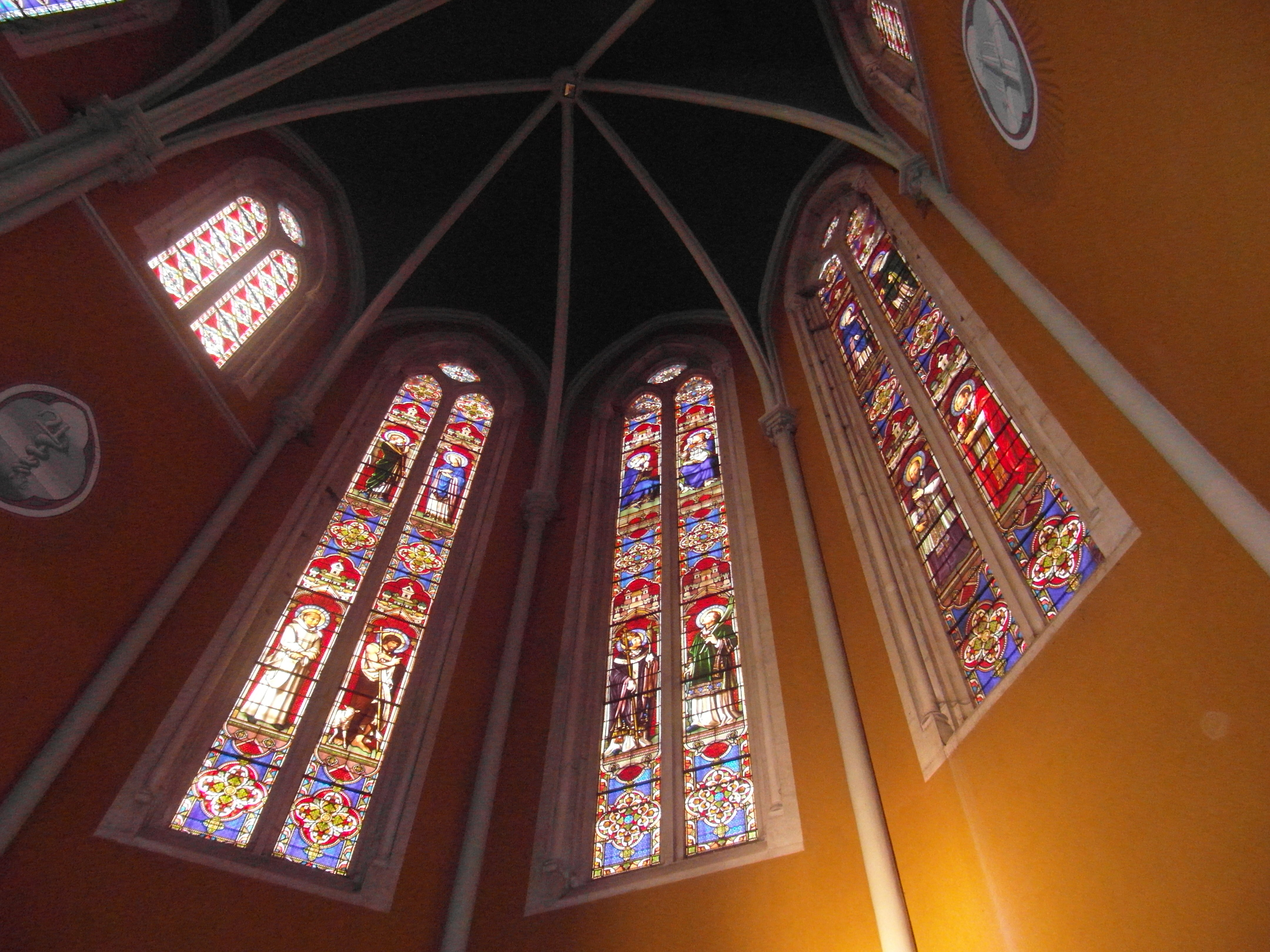
Vitraux
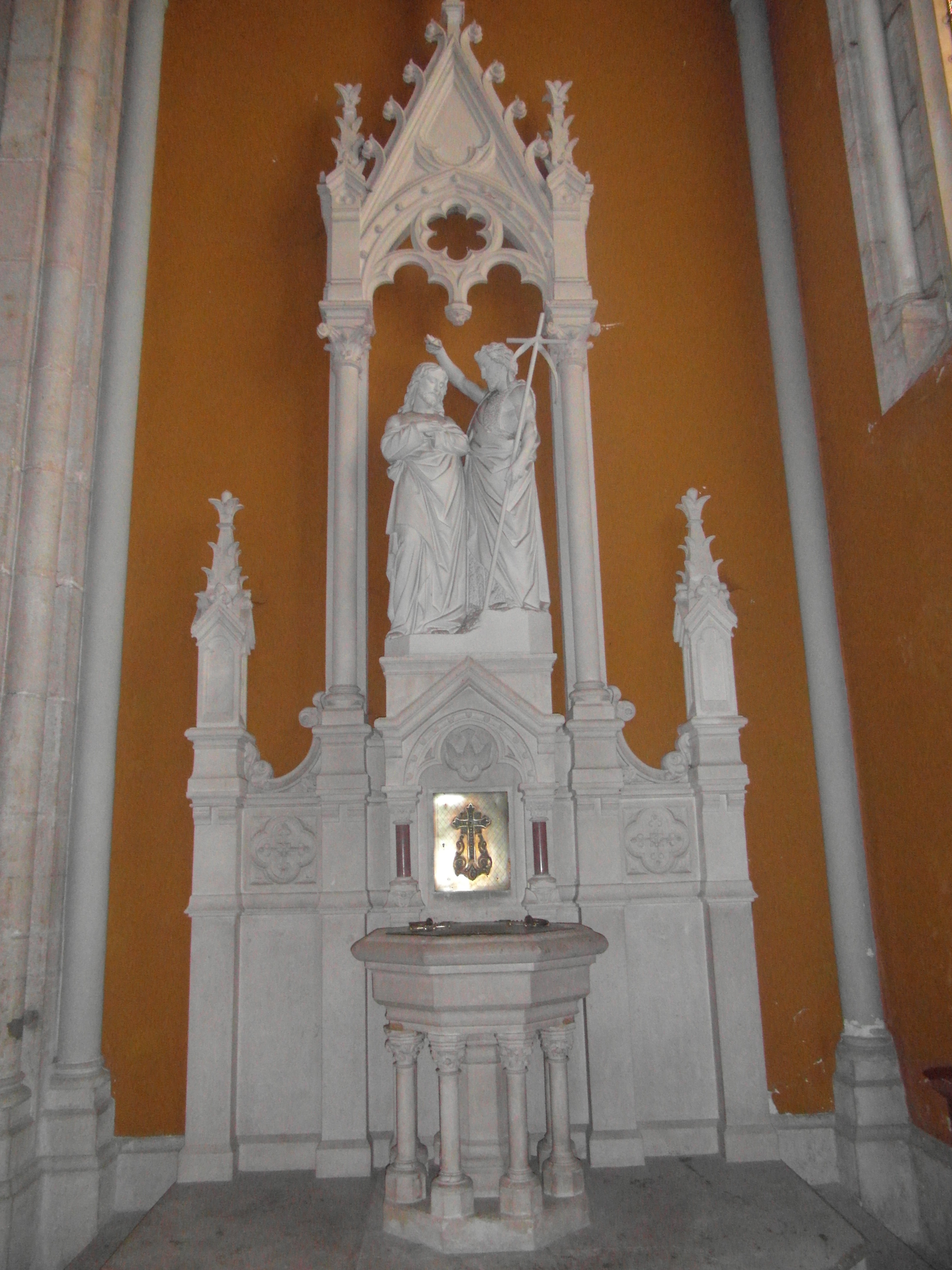
Statues

#### Sites cartusiens à vocation non religieuse
- Ruines de la distillerie des Chartreux de Fourvoirie, situées dans le hameau de Fourvoirie,

Situées dans les gorges du Guiers, ces bâtiments en ruine sont inscrits au titre des monuments historiques par arrêté du 20 septembre 1993.
- Site des anciennes forges à Fourvoirie,

Cet établissement, en grande partie ruiné, est situé à l'entrée des gorges du Guiers.
- Hôpital Saint-Bruno, centenaire, construit en 1898[82] par les pères chartreux.

#### Autres monuments
- Monument aux morts communal
  - Monument aux morts consacré aux victimes du 5-7, à la sortie de la ville sur la D 520 (Avenue Victor Hugo) à l'emplacement exact du club incendié.
- Manoir de Bagatelle[82].
- Manoir de Cotterg[82].
- Manoir de Grand Villette[82].

### Personnalités liées à la commune

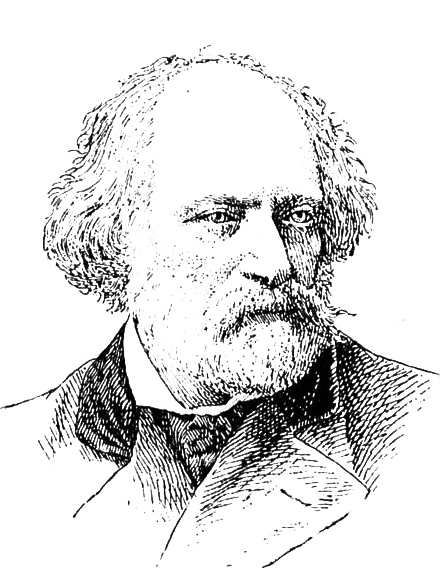
Louis Tassy

- Louis Tassy (1816 - 1895)

écrivain et ingénieur forestier d'origine provençale. À sa sortie de l'école forestière, Tassy commence comme garde général stagiaire dans l'Est de la France à Sarreguemines en 1838. L'année suivante, il est nommé garde général à Saint-Laurent-du-Pont en Isère où il fait l'apprentissage de l'aménagement de montagne.
- Charles Hérold (1838 - 1909)

natif de la commune, il est artiste et artisan chaudronnier (tamaniare en dialecte dauphinois) Laurentinois auteur de la statue de la Vierge de Notre-Dame-de-Vouise à Voiron (Isère), de celle de l'archange saint Michel de l'église Saint-Pierre du Mont-Saint-Michel (Manche) et celle de la Vierge de la chapelle Notre-Dame du Château de Saint-Laurent-du-Pont; une rue de la ville porte son nom.
- Jean-François Pichat (1843 - 1914).

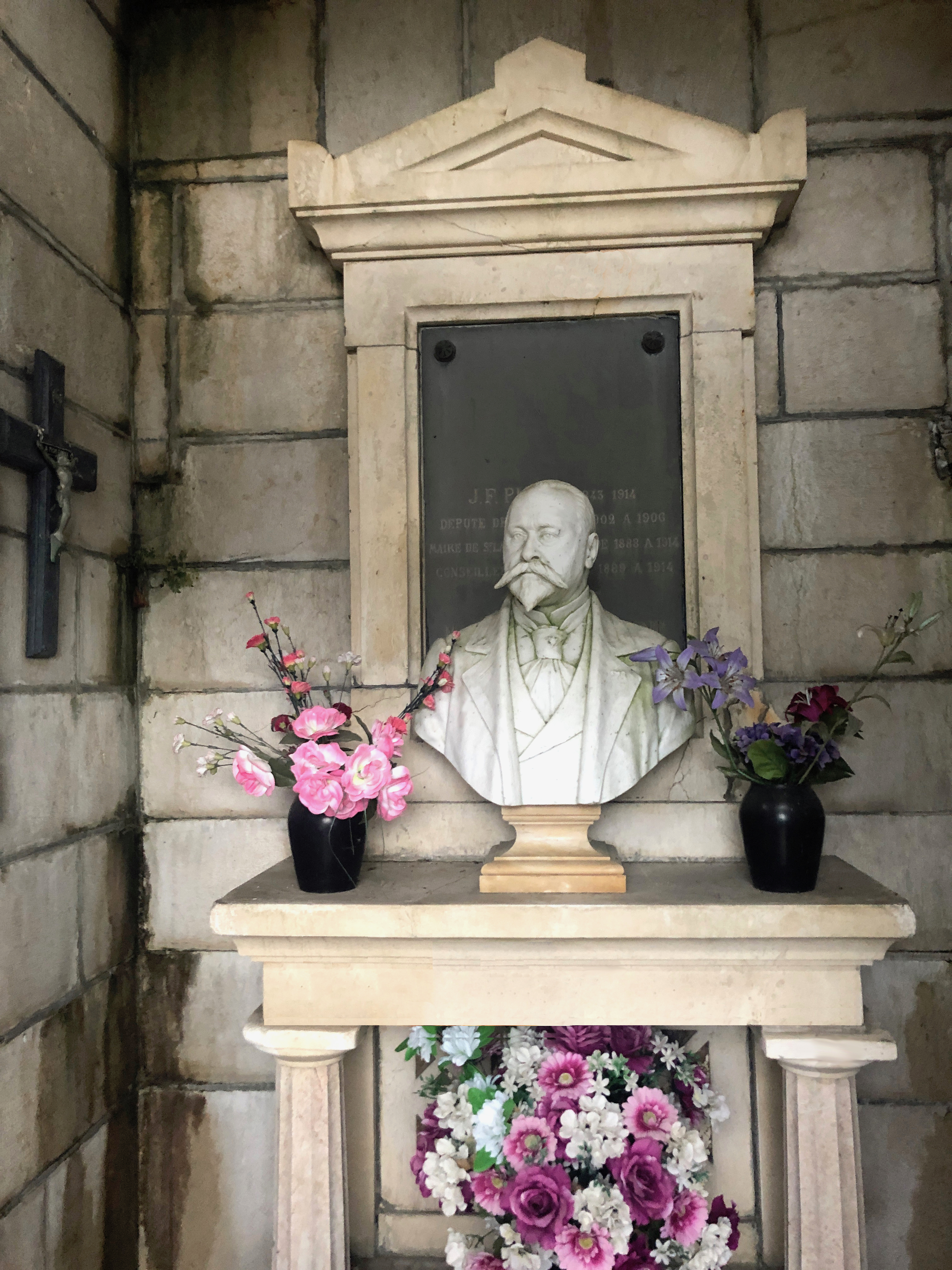
Buste de Jean-François Pichat

Il fut élu maire de Saint-Laurent-du-Pont en 1888. En 1889, il fut élu conseiller général et devint membre de la commission départementale. Ardent défenseur des Chartreux, il se bat, à l'assemblée contre leur expulsion du couvent de la grande Chartreuse, projet auquel il s'oppose vigoureusement, tant au conseil général qu'à la Chambre des députés. Architecte de la Grande Chartreuse, il eut une vive discussion en séance avec Émile Combes, président du Conseil, à ce sujet. Il ne parvint pas cependant à éviter leur expulsion en 1903. Né à Saint-Christophe-entre-deux-Guiers, il est décédé le 18 avril 1914 à Saint-Laurent-du-Pont

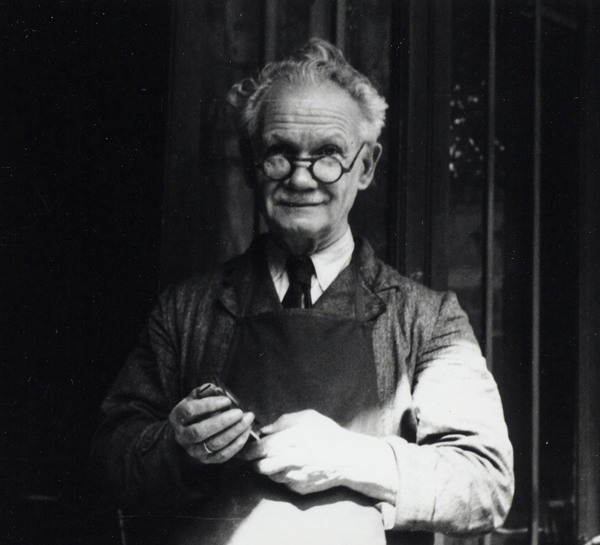
Étienne Mollier

- Étienne Mollier (1876 - 1962)

inventeur spécialiste de l'image, il est le précurseur de l’utilisation du format 35 mm en photographie avec son appareil Cent-Vues, conçu en 1909. En 1937, il met au point le premier rétroprojecteur, L’Omniscope horizontal.
- François Boursier (1878 - 1944)

prêtre de Villeurbanne et résistant. Natif de la commune, affilié au réseau Jove, il héberge des résistants, abrite des Juifs dans sa cure. Il fut fusillé en 1944.
- Roger Diet (1905 - 1974)

député gaulliste des Basses-Alpes et maire de Barcelonnette, natif de la commune.
- Charles Berty (1911 - 1944)

cycliste professionnel, détenteur de six records du monde sur piste, puis résistant ; natif de la commune, il mourut en déportation. Une plaque commémorative a été dévoilée le 20 décembre 2010, au stade des Alpes de Grenoble, édifié à l'emplacement de l'ancien stade-vélodrome Charles Berty. Une rue porte son nom à  Saint-Laurent-du-Pont, sa ville de naissance.
- Frédéric Galofaro (né en 1976)

pilote de rallye, Vainqueur du Volant Rallye Jeunes 2002; il est né à Voiron, mais réside dans la commune.
La commune de Saint-Laurent-du-Pont est aussi une ville accueillant quelques artistes dont : Marc Pessin (1933-2022), graveur, Alain Vergon, tourneur sur bois, Martine Galiano, écrivain, Maria Santarelli, artiste peintre, La maison de Mariette, artiste peintre, Grégory Poussier, sculpteur, Nicole Pessin, artiste peintre, Yves Silvente, Musicien.

### Héraldique
| Blason de Saint-Laurent-du-Pont | Blason  | Coupé: au 1er parti, au I d'or au dauphin d'azur barbé, crêté, lorré, oreillé et peautré de gueules, au II d'argent au monde d'azur cintré et croiseté d'or surmonté de sept étoiles d'or, ordonnées en arc de cercle, celle du milieu plus grande, .et soutenu d'un listel d'or charge de l'inscription de sable « Stat Crux dum volvitur orbis » (La croix demeure stable tandis que le monde change), au 2e de gueules au pont d'une arche, d'argent maçonné de sable, au sapin de sinople mouvant de la pointe et brochant sur le pont. Devise / CriPassé je garde, avenir je veux. Ses habitants sont appelés les Laurentinois, |
| Blason de Saint-Laurent-du-Pont | Détails | Un ruban portant la phrase "Stat crux dum volvitur orbis", devise de l'ordre des Chartreux. Le statut officiel du blason reste à déterminer. |

## Pour approfondir